# José de San Martín
José Francisco de San Martín y Matorras (Yapeyú, Imperio español; 25 de febrero de 1778-Boulogne-sur-Mer, Francia; 17 de agosto de 1850) fue un militar y político argentino, conocido por ser el libertador de la Argentina y Chile, además haber proclamado e impulsado la independencia del Perú. Es una de las figuras más trascendentes de las guerras de independencia hispanoamericanas junto a Simón Bolívar.
En abril de 1784, cuando tenía seis años, llegó con su familia a la ciudad española de Cádiz –previa estadía en Buenos Aires– y se radicó luego en la ciudad de Málaga.
Comenzó sus estudios en el Real Seminario de Nobles de Madrid y en la Escuela de Temporalidades de Málaga en 1786. Ingresó al ejército español e hizo su carrera militar en el Regimiento de Murcia. Combatió en el norte de África, luego contra la dominación napoleónica de España y participó en las batallas de Bailén y La Albuera.
Con 34 años, en 1812, tras haber alcanzado el grado de teniente coronel, y luego de una escala en Londres, retornó a Buenos Aires, donde se puso al servicio de la independencia de las Provincias Unidas del Río de la Plata. Se le encomendó la creación del Regimiento de Granaderos a Caballo (que hoy lleva su nombre), que tuvo su bautismo de fuego en el combate de San Lorenzo. Se le encargó la jefatura del Ejército del Norte, en reemplazo del general Manuel Belgrano. Allí concibió su plan continental, comprendiendo que el triunfo patriota en la guerra de la independencia hispanoamericana solo se lograría con la eliminación de todos los núcleos realistas que eran los centros de poder leales a mantener el sistema colonial en América.
Nombrado gobernador de Cuyo, con sede en la ciudad de Mendoza, puso en marcha su proyecto. Tras organizar al Ejército de los Andes, cruzó la Cordillera de los Andes y lideró la emancipación de Chile, en las batallas de Chacabuco y Maipú. Luego, utilizando una flota organizada y financiada por Chile, y luego de recibir instrucciones del Senado de Chile, atacó al centro del poder español en Sudamérica, la ciudad de Lima, y declaró la independencia del Perú en 1821. Finalizó su carrera de las armas luego de producida la Entrevista de Guayaquil con Simón Bolívar, en 1822, donde le cedió su ejército y la meta de finalizar la liberación del Perú.
En la Argentina se lo reconoce como el Padre de la Patria y el «Libertador», y se lo valora como el principal héroe y prócer del panteón nacional. El ejército argentino lo reconoce como general de la nación sin asignarle ningún grado especial. En Perú también se lo recuerda como el «Fundador de la Libertad del Perú», el «Fundador de la República», el «Generalísimo de las Armas» y el «Protector» del país.
El Ejército de Chile le reconoce el grado de capitán general.

## Familia

### Padres
El padre de José de San Martín, Juan de San Martín, hijo de Andrés de San Martín e Isidora Gómez, había nacido en la villa de Cervatos de la Cueza, en la actual provincia de Palencia, en España, y era teniente gobernador del departamento. Sirvió como militar a la Corona española y en 1774 fue nombrado gobernador del Departamento Yapeyú, parte de la Gobernación de las Misiones Guaraníes, creada para administrar las treinta misiones jesuíticas guaraníes, luego de que la orden fuera expulsada de América por Carlos III en 1767, con sede en la reducción de Yapeyú.
Su madre, Gregoria Matorras del Ser, hija de Domingo Matorras y María del Ser, también había nacido en la provincia de Palencia, el 12 de marzo de 1738, en Paredes de Nava. Era prima hermana de Jerónimo Matorras, gobernador y capitán general del Tucumán.
Juan de San Martín contrajo nupcias con Gregoria Matorras por poder –fue representado por el capitán de dragones Juan Francisco de Somalo– el 1 de octubre de 1770, con las bendiciones del obispo de Buenos Aires, Manuel Antonio de la Torre. Poco después se trasladaron a Calera de las Vacas (actual Calera de las Huérfanas, en Uruguay), como administrador de la estancia jesuítica, y allí nacieron tres de sus hijos: María Elena, Manuel Tadeo y Juan Fermín Rafael. Al cesar en ese cargo fue designado teniente gobernador de Yapeyú, cargo que asumió en 1775; sus otros dos hijos nacieron en ese lugar, Justo Rufino y José Francisco, siendo el menor de ellos. Juan de San Martín organizó el cuerpo militar de naturales guaraníes, compuesto por 550 hombres, destinado a contener los avances portugueses y las incursiones de los indígenas charrúas. En 1779, Juan de San Martín ascendió al grado de capitán del ejército real; poco después Gregoria Matorras volvió a Buenos Aires con sus cinco hijos y se reunió allí con su esposo en 1781. En abril de 1784, Juan de San Martín y su familia llegaron a Cádiz. Falleció el 4 de diciembre de 1796 en Málaga. Sus restos fueron trasladados al cementerio de La Recoleta en Buenos Aires.
Desde la muerte de su esposo, Gregoria Matorras recibió una modesta pensión y vivió acompañada por su hija María Elena y su nieta Petronila. Murió en Orense (Galicia), el 1 de junio de 1813.

### Nacimiento

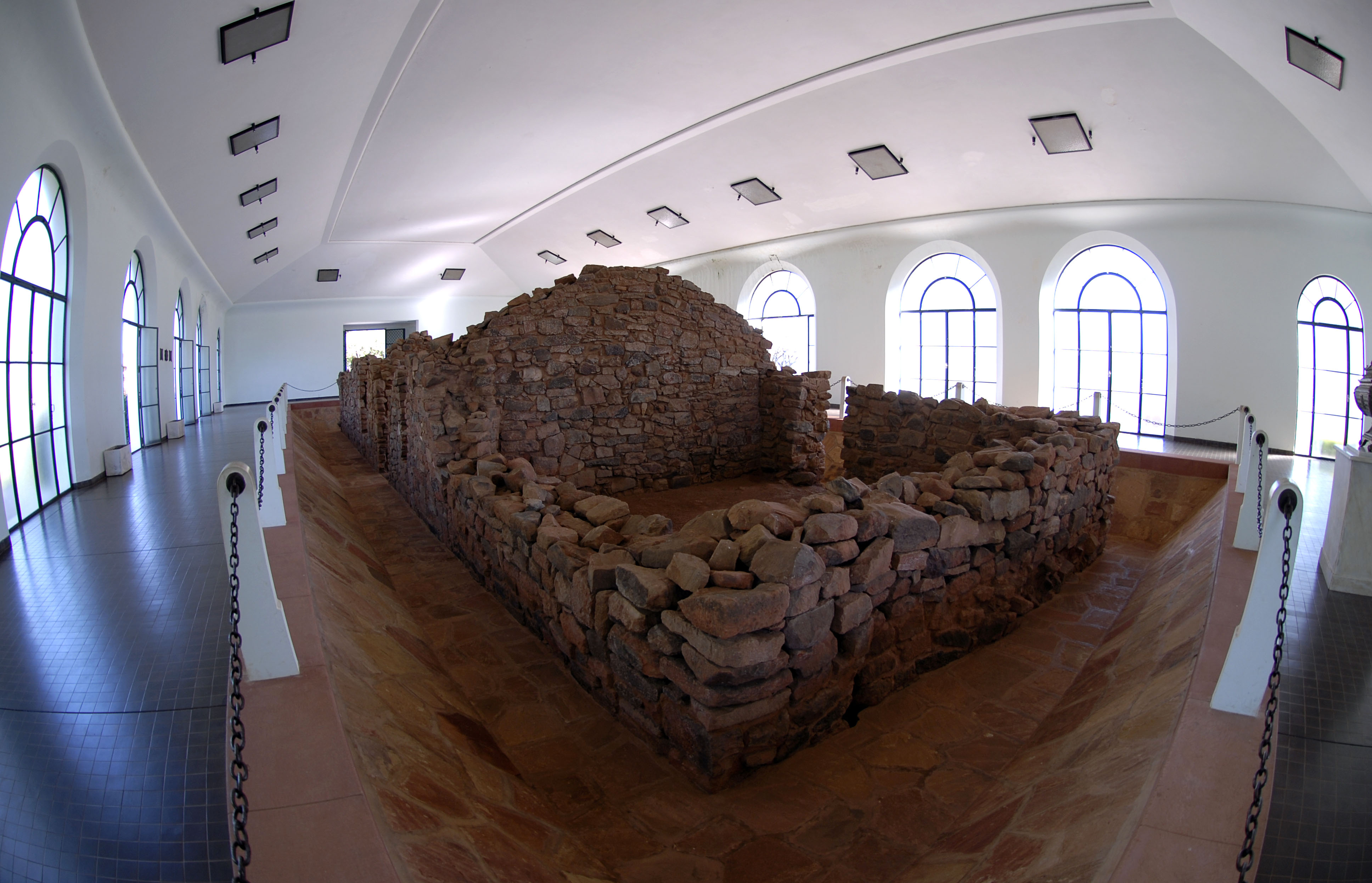
Restos de la casa natal de José de San Martín, en la reducción de Yapeyú. Declarada monumento histórico nacional.

Nació el 25 de febrero de 1778 en Yapeyú, una ex misión jesuítica situada a orillas del río Uruguay en el Gobierno de las Misiones Guaraníes del Virreinato del Río de la Plata, en la actual provincia argentina de Corrientes.
Desde pequeño presentó grandes dotes militares y actitud de mando, sus diversiones favoritas iban con cantos de guerras, voces de mando y la tendencia a destacarse en la carrera de sus ascendientes.
Hay autores que afirman que a la edad de seis años concurrió a una escuela en Buenos Aires, donde aprendió a leer y escribir.

### Hermanos
José de San Martín fue el menor de cinco hermanos:
- María Elena (18 de agosto de 1771),
- Manuel Tadeo (28 de octubre de 1772),
- Juan Fermín (5 de febrero de 1774), nacidos en la Real Calera de las Vacas, jurisdicción de la parroquia de Las Víboras; y
- Justo Rufino (1776), nacido ya en Yapeyú como su hermano José Francisco.

En España todos los hermanos siguieron la carrera militar y mantuvieron escaso contacto entre ellos. Sin embargo, José de San Martín mantuvo contacto epistolar con ellos, así como con María Elena. Es posible que, ya exiliado en Europa, San Martín no supiera que su hermano Juan Fermín, muerto en Manila, hubiera tenido hijos, de modo que supuso que la única descendiente de sus hermanos era Petronila González Menchaca, la hija de María Elena.
El 18 de agosto de 1793, Justo Rufino de San Martín solicitó ingresar en el ejército español y fue admitido en el Real Cuerpo de Guardias de Corps el 9 de enero de 1795. Más tarde se incorporó al Regimiento de Caballería Húsares de Aragón, con el grado de capitán. Tomó parte en la Guerra de Independencia y participó en importantes hechos de esta. Cuando José de San Martín se exilió, Justo lo acompañó en Bruselas y en París en distintas ocasiones entre 1824 y 1832. Falleció en Madrid en 1832.

### Esposa

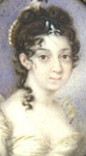
Remedios de Escalada, esposa de José de San Martín

María de los Remedios de Escalada nació en Buenos Aires, el 20 de noviembre de 1797, hija de Antonio José de Escalada y Tomasa de la Quintana y Aoiz. Su familia era rica y prestigiosa y estaba vinculada a la causa patriota.
Contrajo matrimonio con José de San Martín en Buenos Aires, el 12 de noviembre de 1812, cuando tenía 14 años. La influencia de su familia fue fundamental para la creación del Regimiento de Granaderos a Caballo. Más adelante, ya en Mendoza, Remedios de Escalada fue la fundadora de la Liga Patriótica de Mujeres, con el objetivo de colaborar con el naciente Ejército de los Andes. Para ello, entre otros gestos, donó todas sus joyas.
Falleció en Buenos Aires el 3 de agosto de 1823. Antes de embarcar rumbo a Europa en 1824, su marido le hizo construir un sepulcro en el Cementerio de La Recoleta, cuyo epitafio reza: «Aquí descansa Remedios de Escalada, esposa y amiga del general San Martín».

### Hijos
Mercedes Tomasa San Martín y Escalada fue la única hija del matrimonio de José de San Martín y de María de los Remedios de Escalada. Nació en Mendoza, el 24 de agosto de 1816 y falleció en Brunoy (Francia), el 28 de febrero de 1875.
En la década de 1830, San Martín se exilió en París, acompañado por su hija. Debido a las convulsiones revolucionarias, la familia decidió trasladarse a un pueblo más retirado, Boulogne-sur-Mer. Allí enfermaron ambos de cólera y fueron atendidos por el médico y diplomático argentino Mariano Severo Balcarce, quien ese año contrajo matrimonio con Mercedes. Tuvieron dos hijas: María Mercedes Balcarce (1833-1860) y Josefa Dominga Balcarce (1836-1924).
Luego de la muerte de su padre, y con el retiro de Balcarce de la diplomacia, la familia se mudó a Brunoy, cerca de París. Mercedes falleció allí a los 58 años. En 1951, su cuerpo, como el de su esposo y su hija mayor, fueron repatriados y yacen en el mausoleo de la basílica de San Francisco, en Mendoza.
Según el historiador ecuatoriano Fernando Jurado Noboa, San Martín habría tenido un hijo no reconocido, llamado Joaquín Miguel de San Martín y Mirón, quien nació en abril de 1823 en Guayaquil, fruto de una relación con Carmen Mirón y Alayón. Joaquín conoció a su padre mientras este estaba en Europa y fue reconocido como hijo por el general.

## Infancia
En 1781, cuando José de San Martín tenía tres años, la familia se trasladó de Yapeyú a Buenos Aires. Luego se mudaron a España, embarcando rumbo a Cádiz el 6 de diciembre de 1783 a bordo de la fragata Santa Balbina en el puerto de Montevideo, pues su padre había sido destinado a Málaga. No obstante, otras fuentes biográficas fechan este viaje cuando San Martín tenía ocho años de edad, en 1786.
José comenzó sus estudios en el Real Seminario de Nobles de Madrid y en la Escuela de Temporalidades de Málaga en 1786. Allí aprendió castellano, latín, francés, alemán, baile, dibujo, poética, esgrima, retórica, matemática, historia y geografía.
Los demás hermanos varones también siguieron la carrera militar, pero solo José volvería a América.

### Carrera militar en el Ejército Español

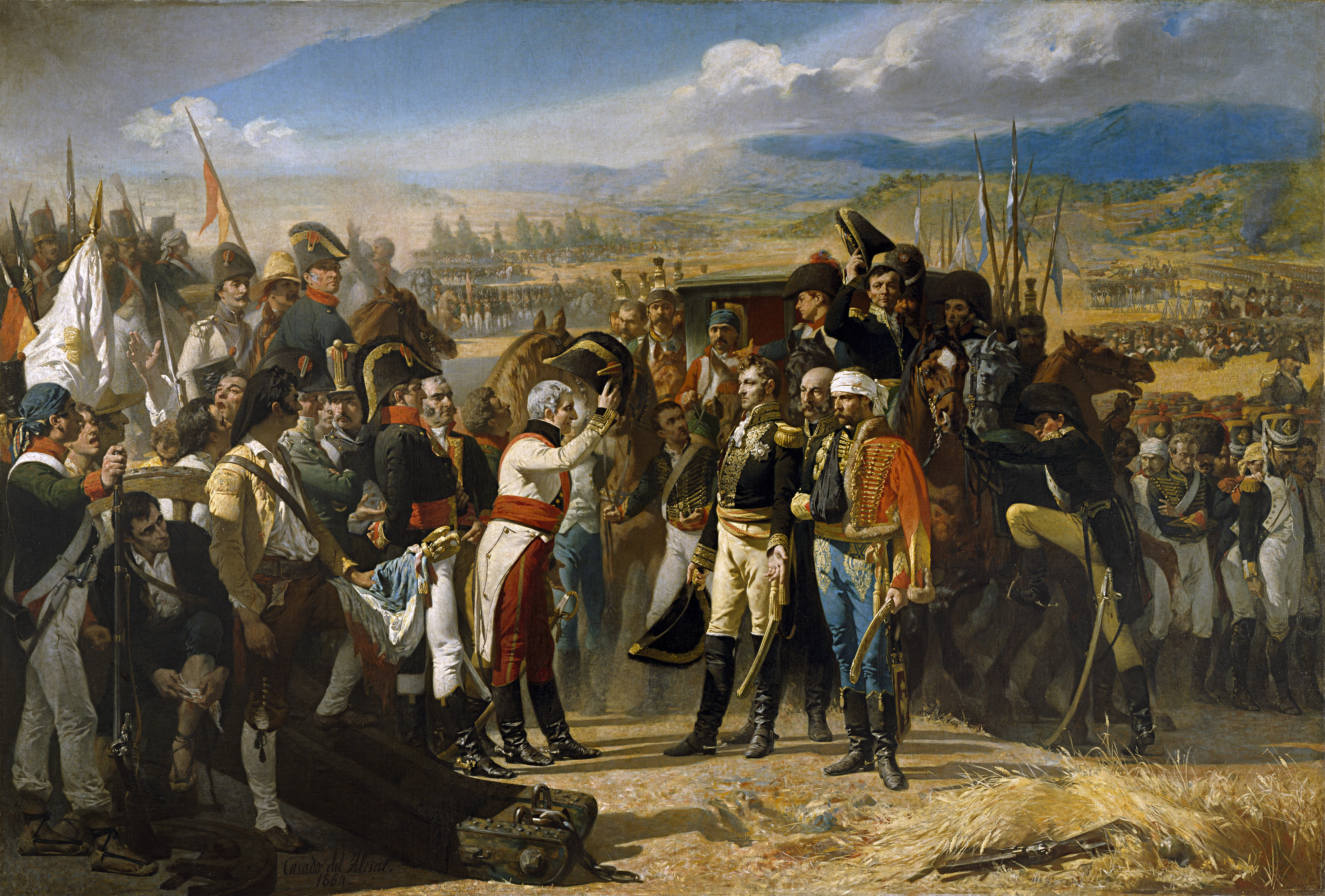
Cuadro de La rendición de Bailén, de Casado del Alisal.

El 21 de julio de 1789, a los once años, San Martín comenzó su carrera militar en clase cadete en el Regimiento Murcia, mientras estallaba la Revolución francesa.
El 19 de junio de 1793 fue ascendido a subteniente 2.º, por sus acciones en los Pirineos frente a los franceses. En agosto de ese año su regimiento, que había participado en las batallas navales contra la flota inglesa en el mar Mediterráneo, se rindió. El 28 de julio de 1794 alcanzó el grado de subteniente 1.º y teniente 2.º el 8 de mayo de 1795. También sirvió más de un año a bordo de la fragata de guerra Dorotea.
Ascendido al grado de ayudante 2.º el 26 de diciembre de 1802, ese año fue malherido tras ser asaltado por ladrones mientras transportaba la paga de un batallón. Fue sumariado por ese hecho hasta que el rey Carlos IV le otorgó la gracia. El 2 de noviembre de 1804 alcanzó el grado de capitán.
Durante el período siguiente luchó con el grado de capitán 2.º de infantería ligera en diferentes acciones, en la guerra de las Naranjas contra Portugal en 1802 y en Gibraltar y Cádiz contra los británicos en 1804.[cita requerida]

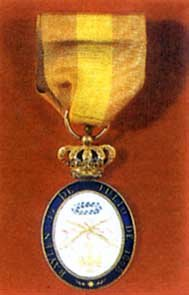
La Medalla de Oro de los Héroes de Bailén, premio militar español otorgado a San Martín por decreto de la Junta Suprema de Sevilla del 11 de agosto de 1808, en mérito a su acción en esta batalla ganada a los franceses, por la cual también fue ascendido al grado de teniente coronel.

En 1808 las tropas del emperador francés Napoleón Bonaparte invadieron la península ibérica y el rey Fernando VII fue hecho prisionero. Poco después estalló la rebelión contra el emperador y contra su hermano José Bonaparte, que había sido proclamado rey de España. Se estableció una Junta Central de Gobierno, que actuó primero en Sevilla y luego en Cádiz. San Martín fue ascendido por la Junta al cargo de ayudante 1.º del Regimiento de Voluntarios de Campo Mayor.[cita requerida]
El 23 de junio le tocó distinguirse en el combate de Arjonilla, en el que, como ayudante del general marqués de Coupigny, acometió a un destacamento de los invasores, superiores en número, y dejó a 17 dragones muertos y cuatro prisioneros. Durante la acción cayó del caballo y estuvo a punto de perder la vida, pero fue rescatado por el sargento Juan de Dios. Por su actuación contra los franceses, San Martín fue ascendido a capitán del Regimiento de Borbón.
El 19 de julio actuó como ayudante del marqués de Coupigny en la batalla de Bailén, que fue la primera derrota importante de las tropas de Napoleón y permitió al ejército de Andalucía recuperar Madrid. En premio por su actuación recibió el grado de teniente coronel el 11 de agosto de 1808. El ejército completo recibió la Medalla de Oro de los Héroes de Bailén.[cita requerida]
Aliada España con Portugal e Inglaterra, en la batalla de La Albuera San Martín combatió a las órdenes del general inglés William Carr Beresford, el que dos años antes, durante la Primera Invasión Inglesa, había intentado apoderarse de Buenos Aires y Montevideo.
En esas campañas conoció a James Duff, un noble escocés que lo introdujo en las logias secretas que conspiraban para conseguir la independencia de América del Sur. Fue allí donde hizo contacto por primera vez con círculos de liberales y revolucionarios que simpatizaban con la lucha por la independencia americana.[cita requerida]
Participó en 17 acciones de guerra: plaza de Orán, Port Vendres, Baterías, Coliombré, fragata de guerra Dorotea en un combate con el navío británico El León, Torre Batera, Cruz de Yerro, Mauboles, San Margal, Baterías de Villalonga, Bañuelos, las Alturas, Hermita de San Luc, Arrecife de Arjonilla, batalla de Bailén, combate de la Villa de Arjonilla y en la batalla de Albuera.

### Londres
El 25 de mayo de 1810 tuvo lugar en Buenos Aires la Revolución de Mayo, que culminó con la destitución del virrey a cargo del Virreinato del Río de la Plata y el nombramiento de la Primera Junta. El proceso independentista abrió nuevas oportunidades militares a los oficiales sudamericanos como José de San Martín, y obligó a un replanteo sobre la debida lealtad, ya que su patria de origen ya no formaba parte del Reino de España en que habían nacido.
El 6 de septiembre de 1811, San Martín renunció a su carrera militar en España y solicitó a su jefe un pasaporte para viajar a Londres. Este se lo concedió junto con cartas de recomendación, entre ellas una para lord Macduff, y partió el 14 de septiembre de ese año, para vivir en el número 23 de la calle Park Road en el distrito de Westminster. Allí se encontró con Carlos María de Alvear, José Matías Zapiola, Andrés Bello y Tomás Guido, entre otros.
Según algunos historiadores, aquellos formaban parte de la Gran Reunión Americana, sociedad de presuntas filiaciones masónicas, fundada por Francisco de Miranda, quien junto a Simón Bolívar ya luchaba en América por la independencia de Venezuela. Es posible que, ya dentro de la hermandad, se haya relacionado con políticos británicos que le hicieron conocer el Plan de Maitland, una estrategia para que América se liberara de España.

## Regreso al Río de la Plata

### Retorno a Buenos Aires y reconocimiento de su grado militar por el gobierno
El 12 de enero de 1812, José de San Martín, junto con otros militares, se embarcó desde Londres en la fragata británica George Canning, que ancló en el puerto de Buenos Aires el 9 de marzo de ese año.

El nueve del corriente ha llegado á este puerto la fragata inglesa Jorge Canning, procedente de Londres, con cincuenta días de navegacion (…) A este puerto han llegado entre otros particulares que conducia la fragata inglesa, el teniente coronel de caballería don José San Martín, primer ayudante de campo del general en xefe del exército de la Isla, Marques de Coupigny; el capitan de infantería don Francisco Vera; el Alférez de navio don José Zapiola; el capitán de milicias don Francisco Chilaver; el alférez de carabineros reales don Carlos Alvear y Balbastro; el subteniente de infantería don Antonio Arellano; y el primer teniente de guardias valonas Baron de Olembert. Estos individuos han venido á ofrecer sus servicios al gobierno, y han sido recibidos con la consideración que merecen por los sentimientos que protestan en obsequio de los interéses de la patria.
Gaceta de Buenos Aires, número 28, del viernes 20 de marzo de 1812

El grupo de oficiales se presentó ante los miembros del Primer Triunvirato, quienes accedieron a su pedido de servir al gobierno.

### Creación del Regimiento de Granaderos a Caballo
El 16 de marzo, el Primer Triunvirato aceptó la propuesta de San Martín de crear un cuerpo de caballería, que llamó Regimiento de Granaderos a Caballo, para custodiar las costas del río Paraná. Durante el año 1812 se ocupó de instruir a la tropa en las modernas técnicas de combate que conocía por su extensa actuación europea contra los ejércitos de Napoleón.

El Gobierno Superior Provicional, etc.– Atendiendo á los méritos y servicios de don José de San Martín, y á sus relevantes conocimientos militares, ha venido en conferirle el empleo efectivo de Teniente Coronel de Caballería, con el sueldo de tal, desde esta fecha, y Comandante del Escuadrón de Granaderos á Caballo que ha de organizarse, concediéndole las gracias, exenciones y prerrogativas que por este título le corresponden, etc. etc.–

Dado en Buenos Aires á 16 de marzo de 1812 –Feliciano Antonio Chiclana–Manuel de Sarratea–Bernardino Rivadavia–Nicolás de Herrera, Secretario.

### Fundación de la Logia Lautaro
Junto con el también recién retornado Carlos María de Alvear, fundó a mediados de 1812 una filial de la Logia de los Caballeros Racionales, que rebautizó con el nombre de Logia Lautaro.[cita requerida] El nombre fue tomado del lonco mapuche Lautaro, quien, en el siglo xvi, se había sublevado contra los españoles.
La sociedad estaba formada como las logias masónicas de Cádiz y de Londres, similar a la que en Venezuela tenía como miembros a Francisco de Miranda, Simón Bolívar y Andrés Bello.[cita requerida] Su objetivo era «trabajar con sistema y plan en la independencia de la América y su felicidad». Sus miembros principales, además de San Martín y Alvear, eran José Matías Zapiola, Bernardo Monteagudo y Juan Martín de Pueyrredón.

### Revolución del 8 de octubre de 1812
A principios de octubre de 1812 llegó a Buenos Aires la noticia de la victoria patriota del Ejército del Norte en la batalla de Tucumán, comandado por el general Manuel Belgrano. Aprovechando la situación, el 8 de octubre, San Martín y Alvear dirigieron un levantamiento cívico militar preparado por la Logia Lautaro, conocido como revolución del 8 de octubre de 1812. El golpe tuvo como objeto el derrocamiento del gobierno del Primer Triunvirato, al que juzgaban como «poco decidido por la independencia».
Bajo la presión de los cuerpos armados y del pueblo, se nombró un Segundo Triunvirato, constituido por Juan José Paso, Nicolás Rodríguez Peña y Antonio Álvarez Jonte. Se exigió, además, llamar a una Asamblea General de delegados de todas las provincias, con el fin de declarar la independencia y dictar una constitución.
El 7 de diciembre de 1812, el Segundo Triunvirato ascendió a San Martín al grado de coronel y lo designó comandante de Granaderos a Caballo en base de los tres escuadrones existentes.

### Matrimonio
El 12 de noviembre de 1812, a los 34 años, José de San Martín contrajo matrimonio con María de los Remedios de Escalada, de 14 años, en la iglesia de la Merced de Buenos Aires.

### Combate de San Lorenzo

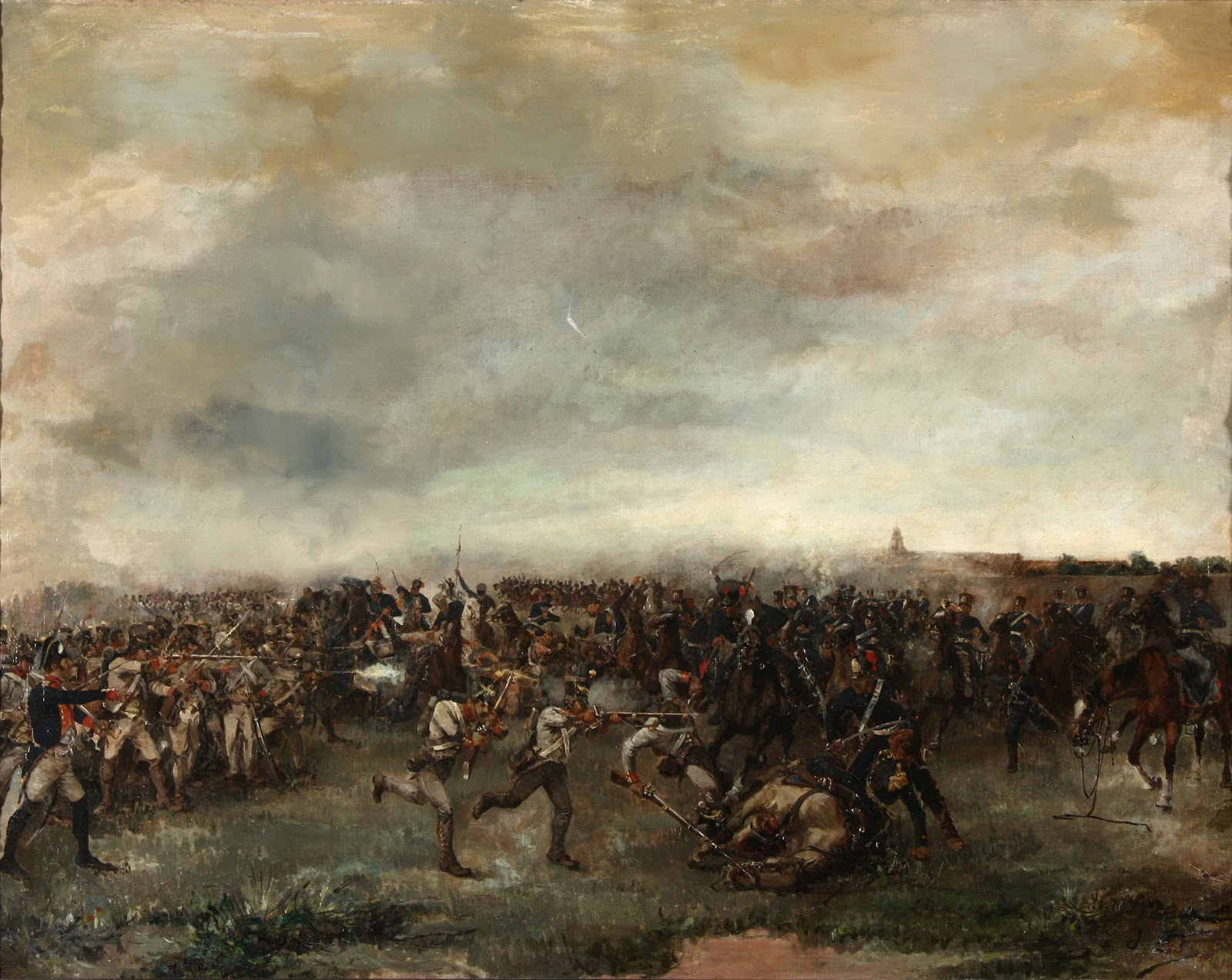
El combate de San Lorenzo

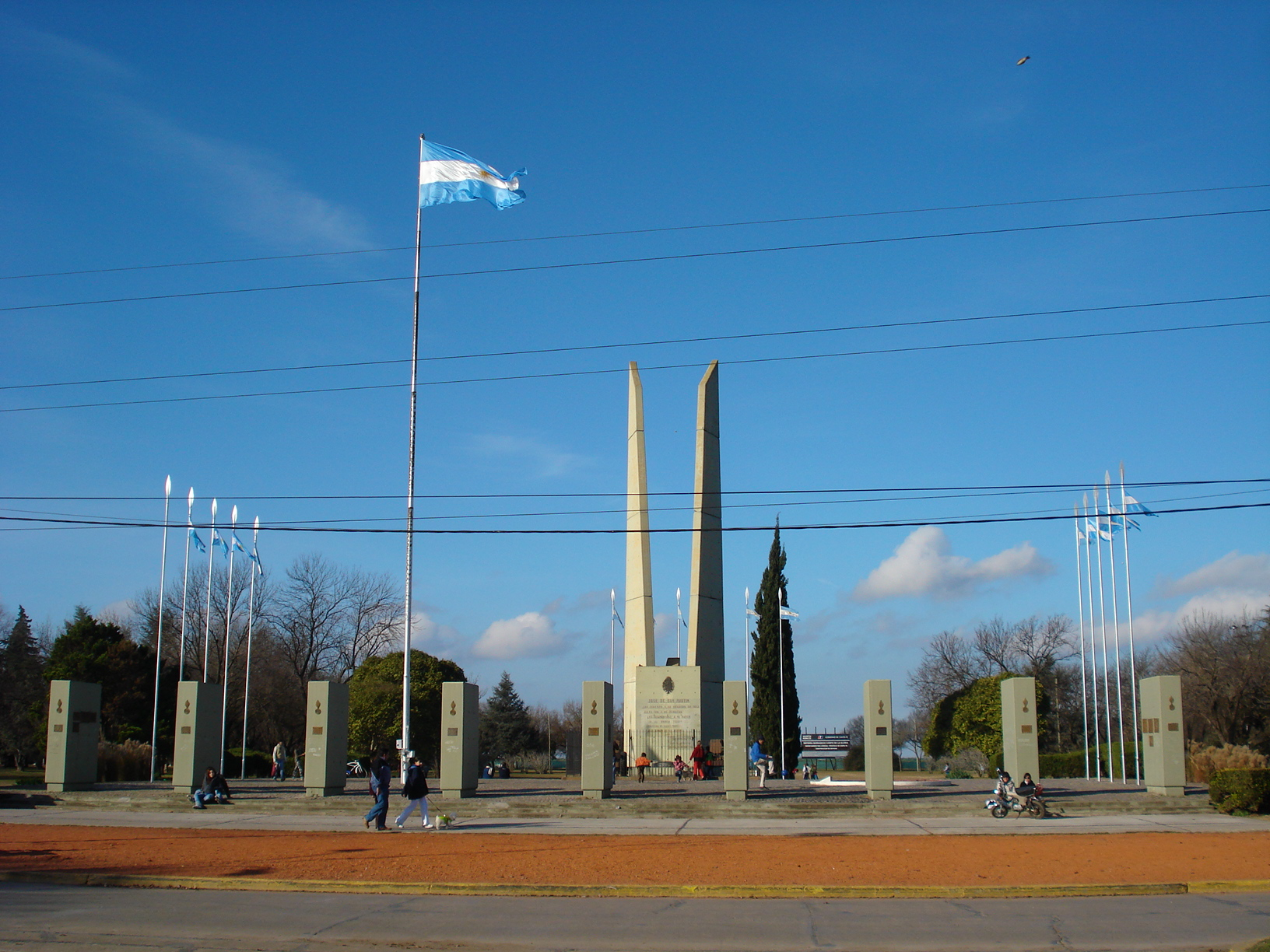
Campo de la Gloria, sitio de la batalla de San Lorenzo (provincia de Santa Fe)

La primera acción militar de San Martín y su recién creado Regimiento de Granaderos a Caballo estuvo dirigida a detener las incursiones con que los realistas de Montevideo asolaban las costas del río Paraná, principal afluente del Río de la Plata y vía de comunicación estratégica para la región.
El coronel San Martín se instaló con sus tropas en el convento de San Carlos, posta de San Lorenzo, en el sur de la actual provincia de Santa Fe. El 3 de febrero de 1813, y ante el desembarco de 300 realistas, se libró el combate de San Lorenzo, casi frente al convento, a orillas del río.
Dado que existían aún sospechas acerca de la fidelidad a la causa independentista por parte del recién llegado San Martín, éste decidió avanzar al frente de la reducida tropa de granaderos a caballo. Como consecuencia, su caballo fue mortalmente herido y San Martín, aprisionado bajo su cabalgadura, estuvo a punto de ser ultimado por un realista. Le salvó la vida el soldado correntino Juan Bautista Cabral, que antepuso su cuerpo a dos bayonetazos. San Martín lo ascendió post mórtem, por lo que se lo conoce como el sargento Cabral. Este combate, que por la cantidad de combatientes de ambos bandos podría parecer secundario, permitió alejar para siempre a las flotas realistas que merodeaban el río Paraná, saqueando las poblaciones.

### Jefe del Ejército del Norte

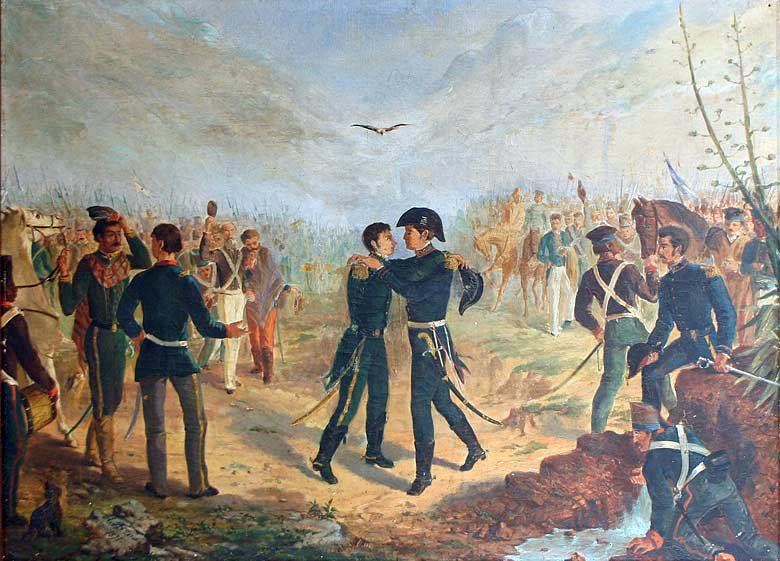
Encuentro de San Martín y Manuel Belgrano, que la tradición ubica en la Posta de Yatasto

Como consecuencia de las derrotas que Manuel Belgrano, general en jefe del Ejército del Norte, sufrió ante los realistas en las batallas Vilcapugio y Ayohúma, y debido al triunfo en el combate de San Lorenzo, el Segundo Triunvirato reemplazó a Belgrano por San Martín como comandante del Ejército del Norte.
Su encuentro con el jefe saliente al que, hasta ese momento, no conocía en persona, ha sido llamado «abrazo de Yatasto», ya que la tradición lo ha fijado en la posta de Yatasto, en la provincia de Salta. La investigación del historiador Julio Arturo Benencia sostiene, en cambio, que dicho encuentro fue el 17 de enero de 1814, a la salida de la posta de Algarrobos, en cercanías del río Juramento y a 14 leguas de Yatasto.
Como comandante del Ejército Auxiliar del Perú, debió reorganizar un ejército deshecho por las derrotas de Vilcapugio y Ayohúma. Para concretar dicho fin retrocedió hacia San Miguel de Tucumán, donde acantonó al ejército en una fortaleza en construcción, conocida como la Ciudadela, y se dedicó a reforzarlo y adiestrarlo de manera concienzuda.

### Plan Continental

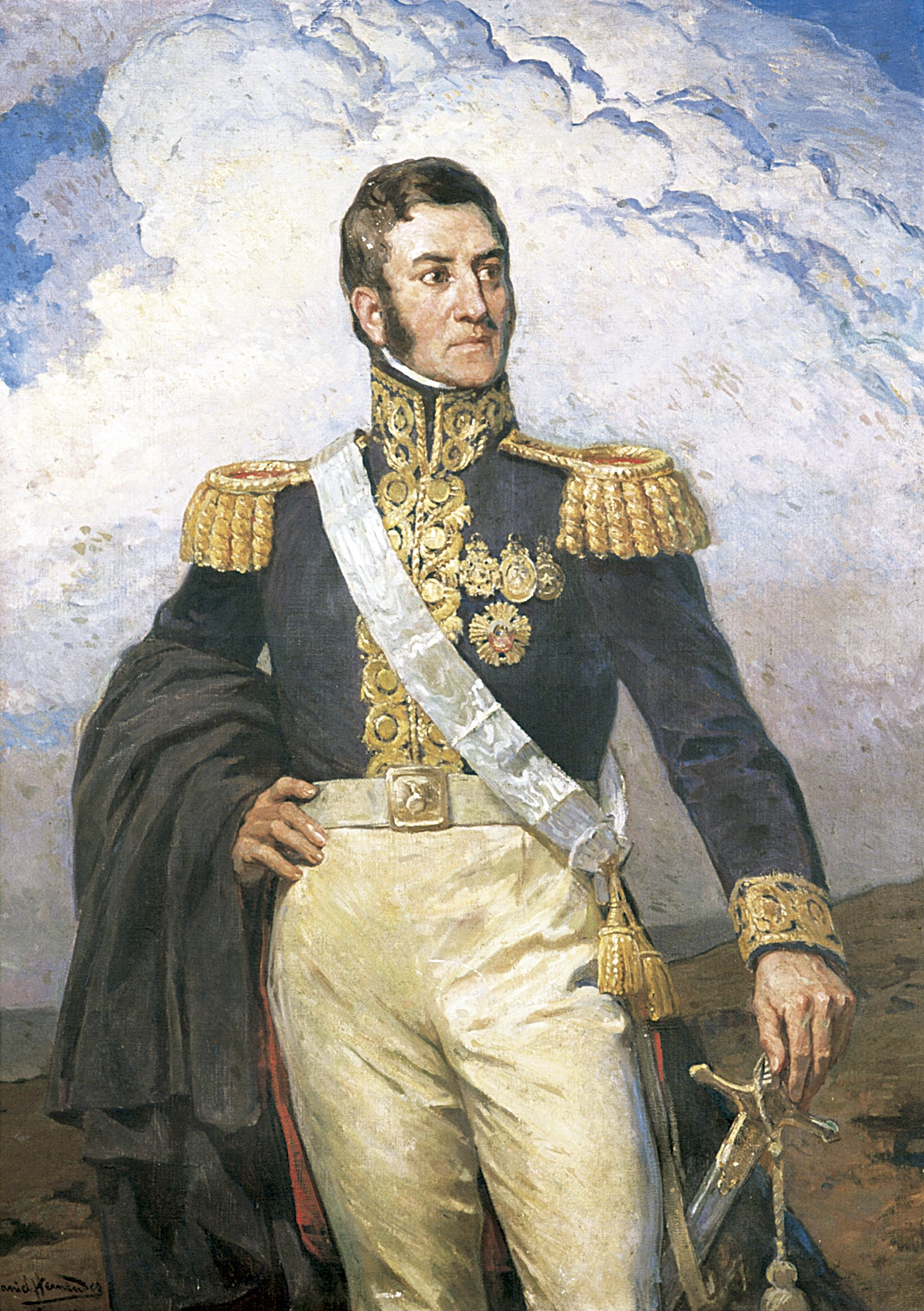
Retrato en óleo de San Martín (1921) por Daniel Hernández Morillo.

Al poco tiempo de encontrarse en Tucumán, San Martín llegó a la conclusión de que era imposible llegar por el camino del Alto Perú hasta Lima –capital del Virreinato del Perú y centro del poderío realista en América del Sur–, desde donde se enviaban expediciones a reconquistar los territorios perdidos ante los independentistas. Cada vez que un ejército realista descendía del Altiplano hacia los valles de la provincia de Salta era derrotado y cada vez que un ejército patriota ingresaba en el Alto Perú era también aniquilado. La idea de concebir una estrategia superadora a la ruta altoperuana ya había sido advertida por algunos jefes militares que integraron las campañas al Alto Perú, tales como Eustoquio Díaz Vélez, Tomás Guido y Enrique Paillardell. San Martín, hábil estratega militar, pronto tomó para sí esta idea y pergeñó su plan continental.
Fue entonces que el general concibió su propósito de cruzar la Cordillera de los Andes y atacar la ciudad de Lima desde el océano Pacífico. Para mantener segura la frontera del norte, pensaba San Martín, bastaban las tropas irregulares salteñas al mando del coronel Martín Miguel de Güemes, a quien encargó la defensa de la frontera norte, y comenzó a preparar su futura estrategia militar.
Dejó el mando del Ejército del Norte al general Francisco Fernández de la Cruz, y se retiró a Saldán (provincia de Córdoba), para reponerse de una úlcera estomacal. Allí mantuvo conversaciones con su amigo Tomás Guido, en las que éste lo terminó de convencer de la necesidad de independizar la región, no a través del Alto Perú, sino desde Chile.

### Gobernador de Cuyo
En 1814 el Director Supremo de las Provincias Unidas del Río de la Plata, Gervasio Antonio de Posadas, nombró a San Martín gobernador de la Intendencia de Cuyo, con sede en Mendoza. Para entonces, su plan ya estaba terminado y aprobado,[¿quién?] y a partir de ese momento San Martín comenzó los preparativos para la campaña al Perú.
Al poco tiempo de asumir, llegó allí el coronel Juan Gregorio de Las Heras, que había comandado fuerzas argentinas en Chile, y que se había retirado por las desinteligencias entre los patriotas chilenos. Lo envió de regreso, con la intención de que uniese las fuerzas argentinas a la defensa contra la ofensiva realista, pero el coronel llegó poco después del Desastre de Rancagua, en el que se perdió la independencia chilena. Sus fuerzas alcanzaron a proteger el cruce hacia Mendoza de miles de refugiados chilenos.
Los chilenos venían divididos en dos bandos irreconciliables: los conservadores bajo el mando de Bernardo O'Higgins, y los liberales bajo el de José Miguel Carrera. San Martín decidió que debía tomar partido rápidamente, y Carrera le facilitó la decisión: intentó desconocer la autoridad del gobernador de Cuyo. De modo que el general Carrera fue arrestado, despojado de su mando y luego expulsado de Mendoza.
El plan de San Martín había sido pensado para ser llevado a cabo desde un Chile patriota. Con la caída de este país en manos enemigas, el plan parecía destinado a ser desechado, pero San Martín tomó la decisión de seguir adelante. Ahora, sin embargo, debería liberar primeramente a Chile para luego seguir al Perú.

### Creación del Ejército de los Andes
A pesar de la oposición del nuevo director supremo, Carlos María de Alvear, a quien San Martín había conocido en Cádiz y que lo había acompañado hasta entonces, se dedicó a organizar el Ejército de los Andes.
En enero de 1815 ascendió a coronel mayor (general) junto a otros oficiales por resolución del director Alvear. Cuando el Cabildo de Mendoza solicitó su ascenso a brigadier, San Martín rechazó con firmeza el ascenso. En 1816 asumió como director supremo el brigadier Juan Martín de Pueyrredón. A fin de conferirle herramientas, el director Pueyrredón lo designó capitán general. El 1 de agosto de 1816 quedó designado general en jefe del Ejército de los Andes.
Reunió en un solo ejército a los refugiados chilenos, las milicias locales de Cuyo, gran cantidad de voluntarios de su provincia y varios oficiales del Ejército del Norte. También pidió y obtuvo que los batallones del Regimiento de Granaderos a Caballo, desperdigados entre varios destinos, le fueran enviados a Cuyo.

Las Provincias Unidas del Río de la Plata en 1816: en rojo, la Liga de los Pueblos Libres

Como Alvear intentó someterlo a su autoridad, le presentó su renuncia al cargo de gobernador. Alvear envió a reemplazarlo al coronel Gregorio Perdriel, pero los mendocinos lo rechazaron de forma airada. De este modo, San Martín fue confirmado como gobernador por elección popular.
Poco después del nombramiento como nuevo director supremo del general Juan Martín de Pueyrredón, cuando éste viajaba a Buenos Aires a asumir el mando, se detuvo en Córdoba, donde conferenció largamente con San Martín acerca de su plan de campaña sobre Chile y Perú. El 20 de mayo de 1816, Tomás Guido presentó una Memoria oficial, en la que se expuso en detalle el plan, aprobada y mandada a ejecutar por el director Pueyrredón.
Al mismo tiempo, San Martín presionó a los diputados cuyanos al Congreso de Tucumán para declarar la independencia de las Provincias Unidas de Sudamérica, objetivo conseguido el 9 de julio de 1816.
Para financiar su campaña, además de los cuantiosos aportes de Pueyrredón, recolectó «contribuciones obligatorias» a los comerciantes y hacendados de Cuyo. A cambio se les extendía un vale, que cobrarían «cuando las circunstancias lo permitan». En cambio, tuvo muy pocos miramientos para confiscar los bienes de todos los españoles que no se destacaran en la ayuda a la causa de la independencia.
Formó un gran campamento militar en El Plumerillo, unos siete kilómetros al noreste de la ciudad de Mendoza. Allí formó a sus soldados y oficiales, fabricó armas (sables, fusiles, cañones, municiones y pólvora) y uniformes. Tuvo que ocuparse de engordar mulas y caballos, y fabricar y colocarles herraduras.
El jefe de sus talleres, fray Luis Beltrán, inventó un sistema de poleas para pasar los precipicios con los cañones y otro de puentes colgantes, ambos transportables. La sanidad del ejército estaba en manos del cirujano inglés James Paroissien. El coronel José Antonio Álvarez Condarco se encargó de realizar los planos de los distintos cruces de la Cordillera de los Andes.

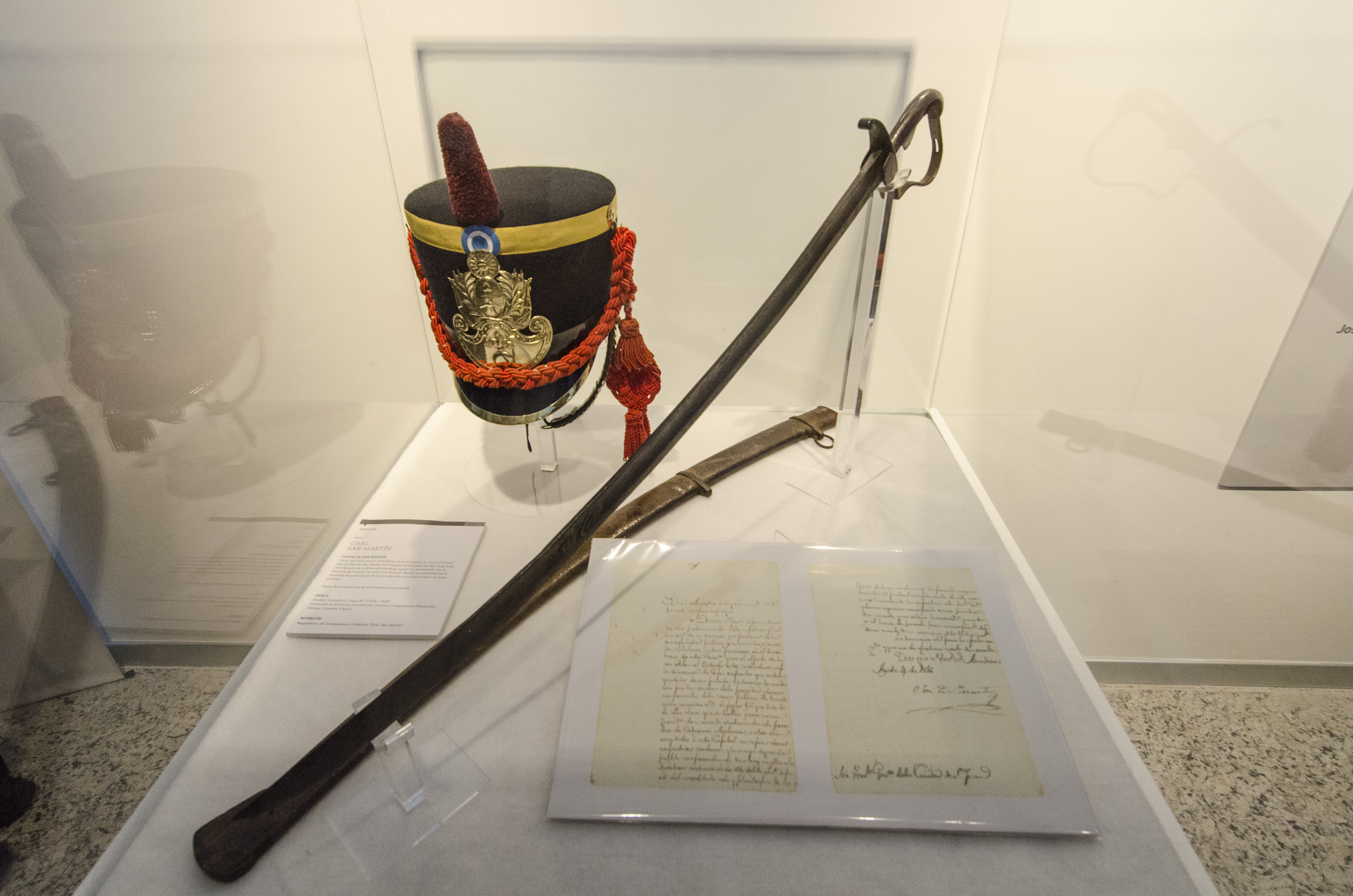
Carta de San Martín sobre las islas Malvinas. Se encuentra en el Museo Malvinas e Islas del Atlántico Sur de Buenos Aires.

Antes de iniciar la marcha, reunió a los caciques mapuches y les pidió permiso para invadir Chile a través de sus tierras. Alguno de estos caciques le hizo llegar esa noticia al capitán general de Chile, Casimiro Marcó del Pont, por lo que este creyó que el grueso del ataque sería por el sur, lo que lo llevó a dividir sus fuerzas.
El Ejército de Chile le reconoció el grado de capitán general.
Contra lo pretendido por el director supremo Pueyrredón y sus partidarios, entró en correspondencia con el caudillo José Gervasio Artigas y se negó a distraer su esfuerzo bélico de las campañas emancipadoras en Chile y en Perú para enfrentar a los federales en el litoral del Río de la Plata. Por este motivo los directoriales unitarios –en particular Bernardino Rivadavia– llegaron a acusarlo de traidor.
En una carta fechada en agosto de 1816, San Martín se refirió a las islas Malvinas. En el texto, San Martín le pedía al gobernador de San Juan que liberara a prisioneros que se encontraban en Carmen de Patagones y Malvinas (Puerto Soledad) para que se sumaran al Ejército de Los Andes.

## Expedición libertadora a Chile

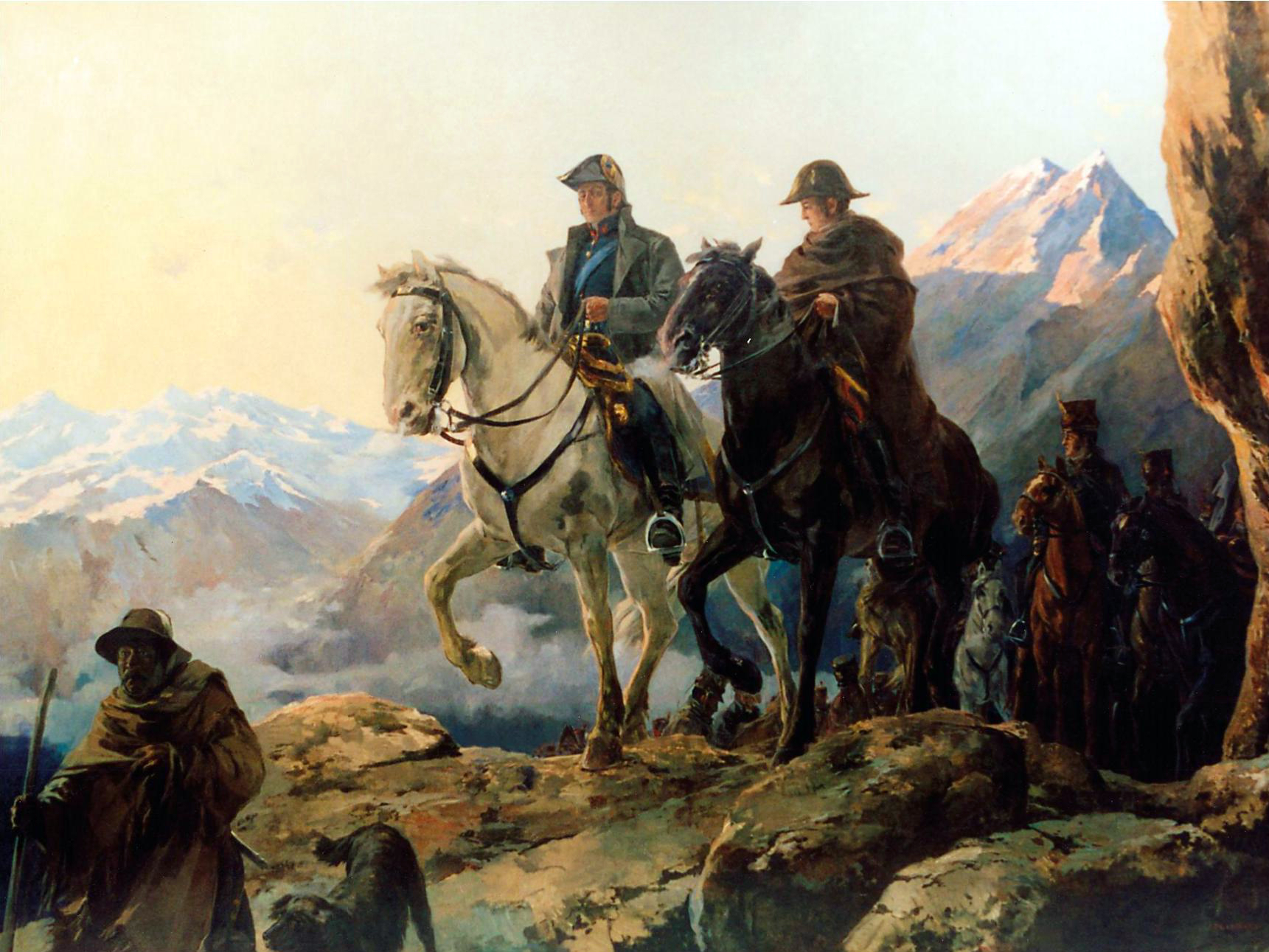
El paso del Ejército Libertador por la Cordillera de los Andes. Museo Histórico y Militar de Chile.

### El Cruce de los Andes
El 12 de enero de 1817 se inició el cruce de los Andes en dirección a Chile. El Ejército de los Andes fue uno de los dos grandes cuerpos militares que las Provincias Unidas del Río de la Plata desplegó en la Guerra de Independencia Hispanoamericana; contó inicialmente con tres brigadieres, veintiocho jefes, doscientos siete oficiales y 3778 soldados –incluyendo a una parte de los oficiales y soldados chilenos que emigraron a Mendoza después de la batalla de Rancagua–. Escritores chilenos como Osvaldo Silva y Agustín Toro Dávila se refieren a un aporte mayor de patriotas chilenos, aunque ninguno detalla la fuente documental utilizada en la aseveración. Osvaldo Silva, en su libro Atlas de la Historia de Chile 2005, afirma que había mil doscientos chilenos en el Ejército de los Andes reunidos en Mendoza. Agustín Toro Dávila, en su libro Síntesis histórico-militar de Chile, menciona un número similar. El autor escribe:

De los 209 oficiales de dotación, alrededor de 50 eran chilenos, y el resto argentinos. No se conoce exactamente la proporción de chilenos en los 3778 hombres de tropa. Se estima que no sería más de un 30 %.

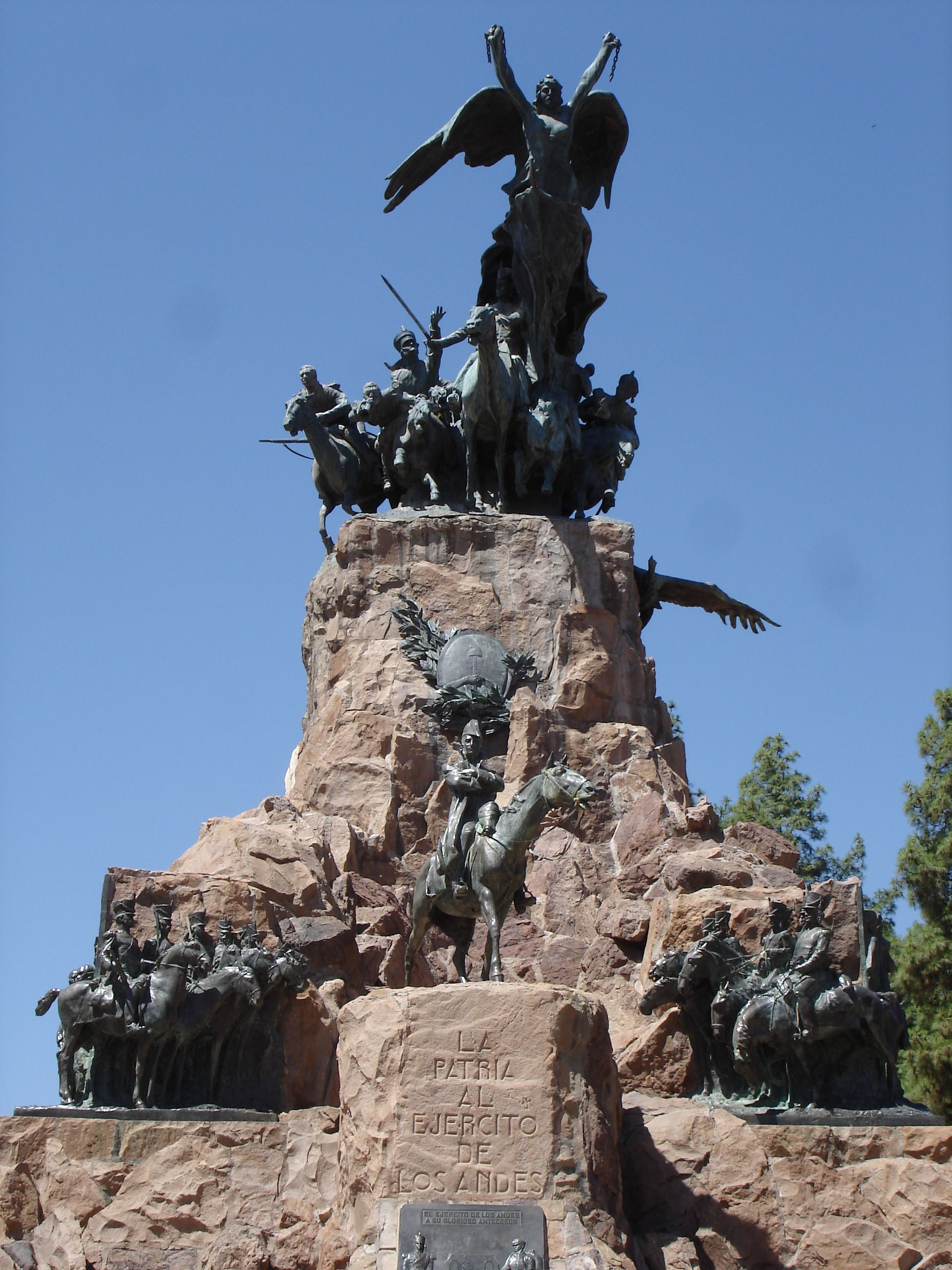
El Monumento al Ejército de Los Andes, en el cerro de la Gloria, en la ciudad de Mendoza, inaugurado el 12 de febrero de 1914 al conmemorarse el 97.º aniversario de la batalla de Chacabuco.

El general Gerónimo Espejo –en su libro El paso de las Andes. Crónica histórica de las operaciones del ejército de los Andes, para la restauración de Chile en 1817 (de 1882)–, después de detallar la conformación del ejército se refirió al tema:

Por esta demostración, que estractamos de documentos oficiales que se encontrarán más adelante, el lector verá, que al organizarse el Ejército de los Andes, no se creó cuerpo ni fuerza alguna bajo la bandera de Chile, por razones que, aunque obvias, no por eso dejaremos de apuntarlas–
1.º Porque el pensamiento, el territorio, la autoridad creadora y los elementos, todo, todo era argentino, y habría sido un absurdo formar un cuerpo bajo bandera estrangera; y 2.º porque las tropas chilenas que con Carrera emigraron á Mendoza en octubre de 1814, el general las despachó todas á Buenos Aires con el coronel Alcázar, diciendo de oficio al Gobierno “no quiero emplear á esos soldados que sirven mejor á su caudillo que á la Pátria”. –Esto, no obstante, el general, con aprobación del Gobierno, organizó un cuadro de oficiales chilenos emigrados con sus respectivos jefes, como para llenar su dotación con soldados del enemigo que se pasaran en la campaña, con voluntarios que se presentaran ó con reclutas que se le destinasen. Siendo de advertir además, que ni aun este cuadro siguió al ejército en su marcha, sino que después de la victoria de Chacabuco marchó de Mendoza á Chile.

 El mencionado ejército contaba con 1200 milicianos montados (para conducción de víveres y artillería), 120 barreteros de minas (para facilitar el tránsito por los pasos), 25 baqueanos, 47 miembros de sanidad (para el hospital de campaña), 16 piezas de artillería (10 cañones de 6 pulgadas, 2 obuses de 4 1/2 pulgadas y 4 piezas de montaña de 4 pulgadas), 15 empleados civiles, 1600 caballos extras (para caballería y artillería) y 9281 mulas (7359 de silla y 1922 de carga).

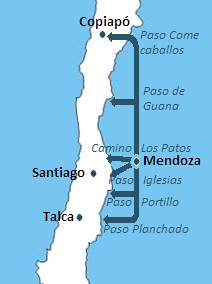
Pasos fronterizos donde cruzó el Ejército Libertador

Con el objetivo de dividir a las tropas enemigas, San Martín ordenó primero el avance de parte de las tropas por los pasos de Come Caballos, Guana, Portillo y Planchón. Estos no eran los pasos elegidos para las columnas principales, sino que los dos primeros se hallaban al norte y los últimos al sur de los realmente seleccionados, que eran los que ya habían sido analizados por José Antonio Álvarez Condarco, o sea, los pasos de Uspallata y Los Patos. Era un avance en varios sectores, en un frente de más de 2000 kilómetros, a través de una gigantesca cordillera. Con esto se pretendía distraer a las fuerzas realistas de Chile que no sabían en definitiva por donde arribarían, y los obligaba a dividir sus fuerzas y provocar movimientos favorables a la revolución en zonas alejadas de la capital, Santiago de Chile, entre ellas la dirigida por Ramón Freire hacia Chillán, que llegó unos días antes que las demás y convenció al gobernador realista que el ataque principal sería por el sur.
A partir del 17 de enero de 1817, el Ejército de los Andes inició el avance de sus columnas principales por los pasos de Los Patos y Uspallata. Las dos columnas principales estaban formadas por 3500 soldados, 100 baqueanos, 1000 caballos, 10 000 mulas (de las que llegaron 4000), 30 cañones, casi un millón de cartuchos de fusil, varias toneladas de pólvora, y alimento para todos los hombres y animales para un mes de marcha.

#### Columna de San Martín

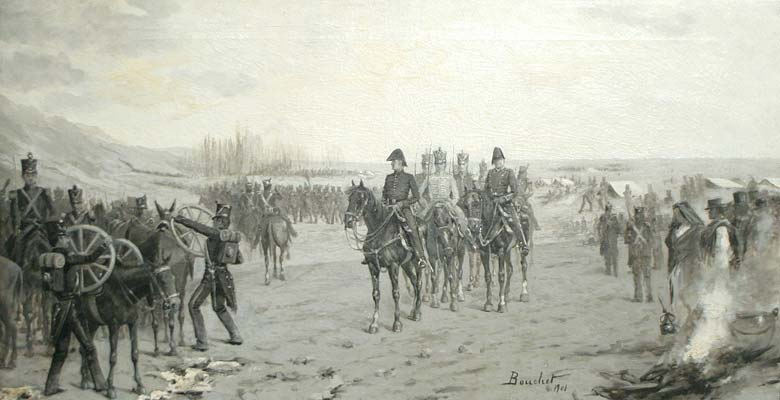
El cruce de los Andes. Óleo de José Bouchet

El grueso del ejército al mando del propio jefe de la expedición, el general San Martín, partió el 17 de enero de 1817, tomando la ruta llamada corrientemente Paso de los Patos. El cuerpo estaba formado por la vanguardia al mando del brigadier mayor Miguel Estanislao Soler, el centro al mando del brigadier O'Higgins, la escolta de granaderos al mando del teniente coronel Mariano Necochea y la retaguardia al mando del teniente coronel Pedro Regalado de la Plaza, que conducía la maestranza del ejército. Había varios días de diferencia entre la vanguardia y la retaguardia. San Martín fue de los últimos en partir, porque precisamente controló lo más importante: la salida en orden del ejército. O'Higgins, quien iba al centro, le escribía casi cotidianamente a San Martín, que venía uno o dos días más atrás, y le informaba sobre su marcha y la de Soler (las cartas de O'Higgins son uno de los documentos más precisos para conocer las alternativas de la marcha del ejército a través de las montañas sanjuaninas). El cuerpo abrió la marcha desde El Plumerillo el 19 de enero de 1817, tomó por Jagüel, Yalguaraz, Río de los Patos y salvó el alto cordón del Espinacito por el paso homónimo, situado a 5000 m s. n. m.. El 2 de febrero inició el paso de la cadena limítrofe por el Paso de las Llaretas. Esta columna tropezó con las mayores dificultades, pues fue preciso escalar cuatro cordilleras. Soler –que iba adelante– logró las victorias de Achupallas, el 4 de febrero de 1817, y Las Coimas, el 7 de febrero de 1817. Al día siguiente ingresaron en San Felipe.

#### Columna de Las Heras
El avance por el Paso de Uspallata y el valle del Río Mendoza se inició el 18 de enero de 1817, conduciendo todo el parque y la artillería, cuyo transporte era imposible por el más escabroso paso de Los Patos. A cargo de las tropas de 800 hombres se hallaba el brigadier Juan Gregorio de Las Heras, siendo su segundo comandante el mayor Enrique Martínez. Entre los hombres que lo acompañaban se encontraba fray Luis Beltrán. Tras vencer en los combates de Picheuta, combate de Potrerillos y Guardia Vieja, pudieron ingresar en Santa Rosa de los Andes, el 8 de febrero. En la misma fecha, se produjo la reunión con la división principal, que el día anterior había salido victoriosa en la acción de Las Coimas.
Ambas columnas debían reunirse en el valle del Aconcagua, mientras que efectivos menores dispersaban las fuerzas enemigas, induciéndolas a engaño respecto del avance de la agrupación principal.

### La Independencia de Chile

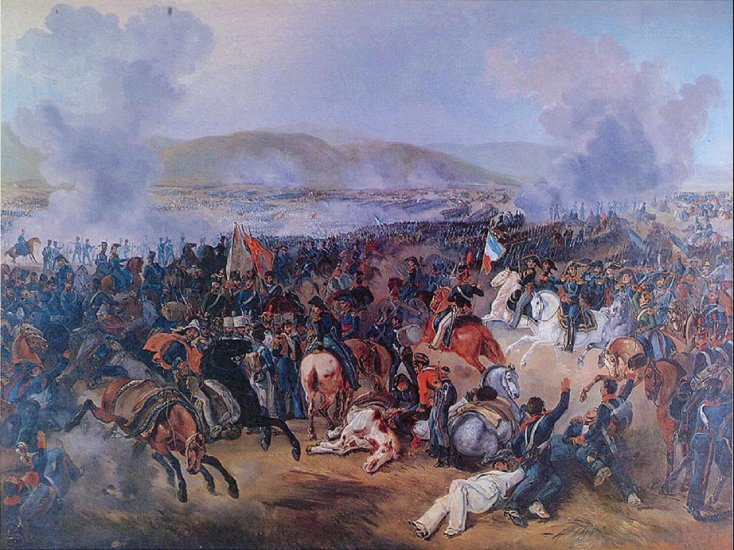
La batalla de Maipú.

Las fuerzas de Las Heras, O’Higgins y Soler se reunieron el 8 de febrero en el campamento de Curimón. Ante las noticias del avance del jefe realista, coronel Rafael Maroto, hacia las casas de Chacabuco, San Martín ordenó el avance. El 12 de febrero se libró la batalla de Chacabuco, en la que el Ejército de Los Andes obtuvo la victoria sobre los realistas, que sufrieron 500 muertos y 600 prisioneros, mientras que los patriotas tuvieron solo 12 bajas.

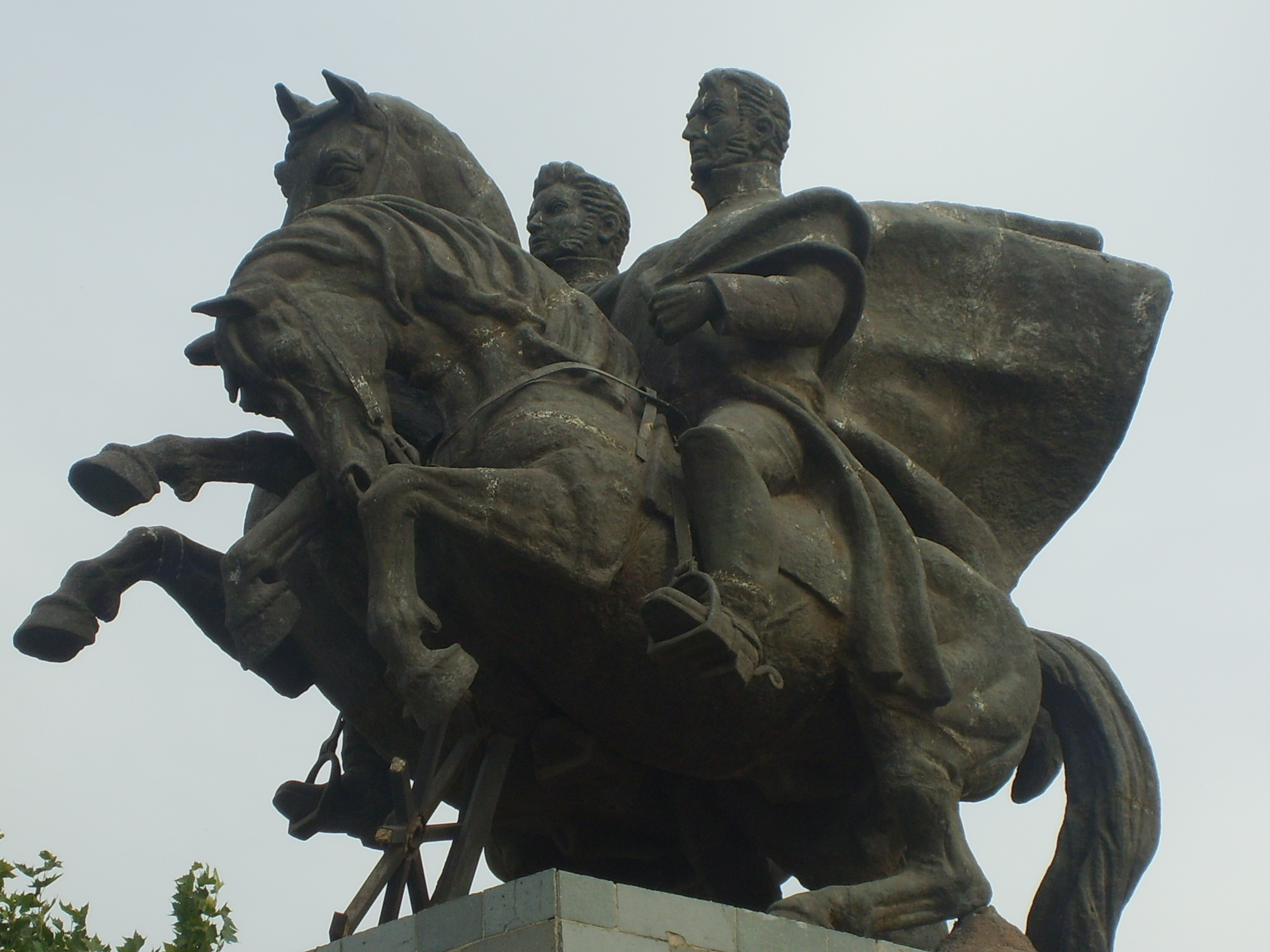
Monumento a San Martín y O'Higgins en el Templo Votivo de Maipú, donde se gestó la batalla que dio la independencia a Chile.

El gobernador Casimiro Marcó del Pont huyó hacia el sur, pero fue capturado por el capitán José Félix Aldao, de larga trayectoria posterior.
El 18 de febrero se convocó a un cabildo abierto que propuso a San Martín como director supremo de la naciente república, pero este rechazó el ofrecimiento para evitar sospechas sobre un posible avasallamiento de la Provincias Unidas del Río de la Plata sobre la autonomía de Chile. Dos días después el cabildo nombró a O'Higgins como director supremo, designación que San Martín avaló.

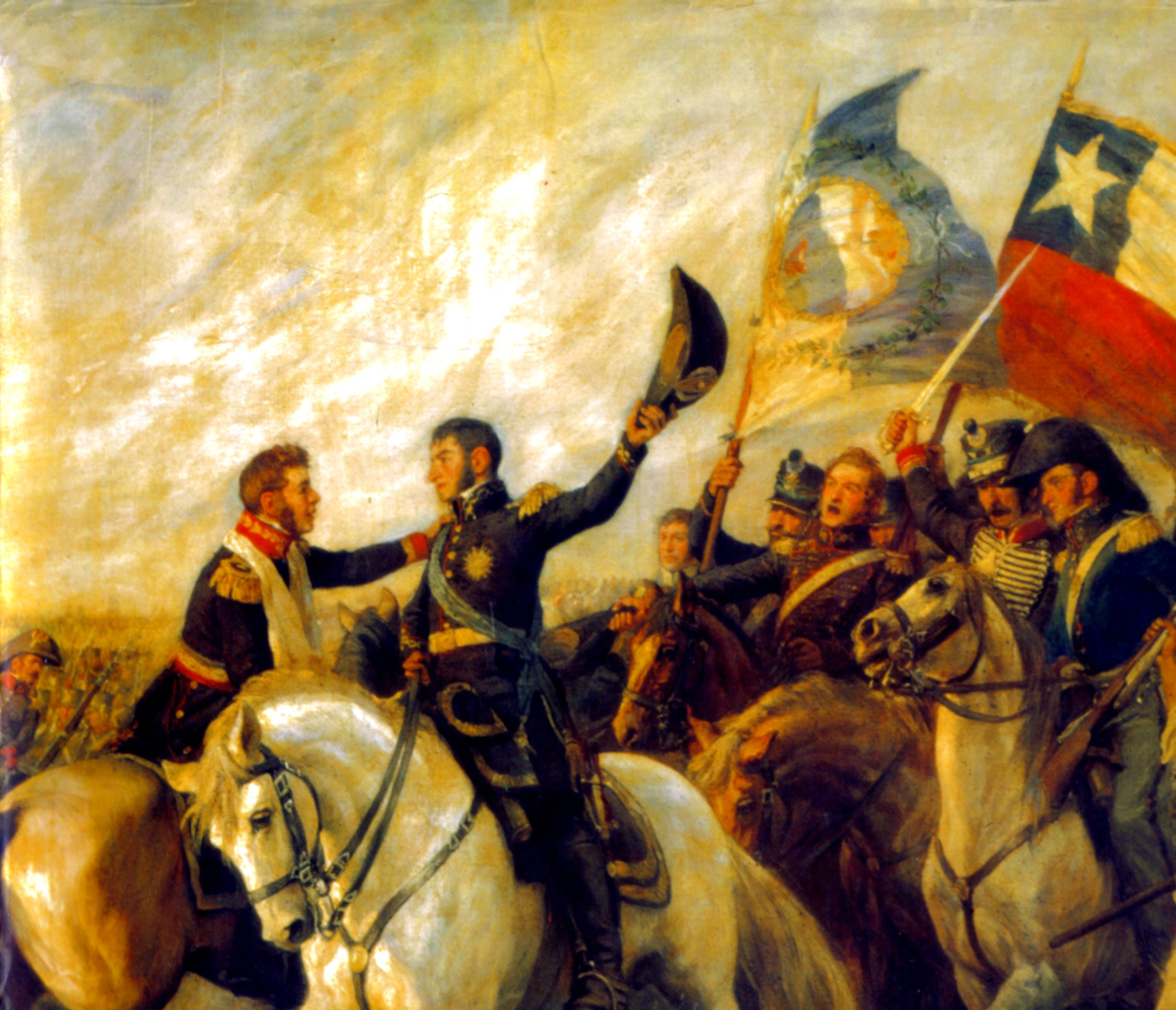
El Abrazo de Maipú, según Pedro Subercaseaux

Días después, San Martín ordenó a Las Heras que persiguiera a los realistas hasta Concepción, pero este no pudo impedir que se atrincheraran en Talcahuano. O'Higgins intentó capturar esa fortaleza, pero fue completamente vencido.
Aprovechó esa posición el virrey del Perú y envió refuerzos para los realistas, al mando del exgobernador Mariano Osorio.
Mientras tanto, San Martín viajó a Buenos Aires, a pedir más colaboración a Pueyrredón, que debería también formar una escuadra. A su regreso ordenó a sus hombres replegarse hacia el norte y reunió unos 8000 hombres en las afueras de Talca. Allí se produjo el 19 de marzo de 1818 la sorpresa de Cancha Rayada, en que el Ejército Unido bajo las órdenes de San Martín fue derrotado cuando realizaba una maniobra nocturna para evitar un inminente ataque. En la oscuridad se generó una gran confusión, y los españoles perdieron 300 hombres, pero quedaron dueños del campo y capturaron el parque, fusiles y cañones, levantando mucho la moral de sus tropas. Los patriotas tuvieron 120 bajas, pero la división a cargo de Las Heras emprendió una retirada ordenada sustrayéndose a la lucha, con lo que pudo iniciar la reorganización de los restos del Ejército Unido.
La desmoralización hizo efecto en Santiago, y muchos patriotas escribieron a Osorio pidiendo clemencia, mientras otros huían a las Provincias Unidas. Pero San Martín no se dio por vencido: en quince días puso nuevamente a su ejército en condiciones de luchar nuevamente y esperó a Osorio en los llanos del río Maipo.
El 5 de abril se produjo la batalla de Maipú, en que fuerzas patriotas obtuvieron una completa victoria. El adversario dejó en el campo de batalla 2000 cadáveres, cerca de 2500 prisioneros, todo su armamento y material de guerra. El brigadier O’Higgins, herido en Cancha Rayada, no participó de la batalla; pero se hizo presente una vez finalizada la lucha, montado en su caballo, para abrazar a San Martín y llamarlo «Salvador de Chile».
El escueto parte de la victoria dice:

Acabamos de ganar completamente la acción. Nuestra caballería los persigue hasta concluirlos. La patria es libre, abril de 1818. San Martín.

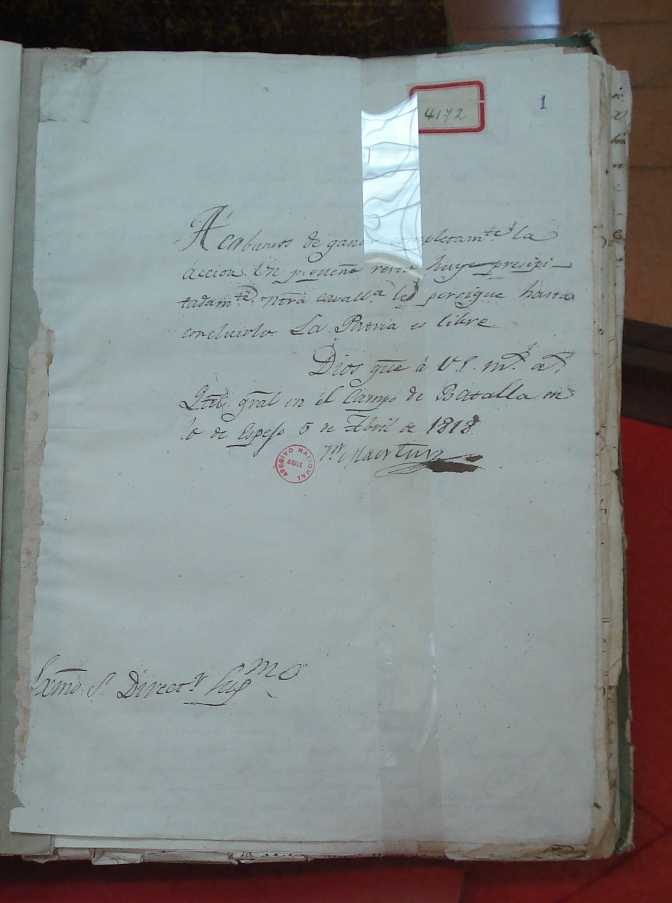
Sección donde San Martín anuncia a O'Higgins la victoria en la batalla de Maipú

Con la batalla de Maipú se obtuvo definitivamente la victoria sobre las tropas realistas, lo que aseguró la independencia de Chile. El Gobierno de Chile lo premió con una vajilla de plata y 6000 pesos, pero San Martín rechazó ambos regalos diciendo: «No estamos en tiempos para tanto lujo».
Sin embargo, San Martín tuvo opositores locales, como los hermanos Carrera, líderes de un sector opositor a O’Higgins, que diferían de San Martín y O'Higgins. Juan José y Luis Carrera fueron arrestados en Mendoza, y José Miguel huyó a la Banda Oriental. Poco antes de conocerse el resultado de la batalla de Maipú, Juan José y Luis Carrera fueron fusilados en Mendoza por orden del gobernador Toribio de Luzuriaga, a instancias de Bernardo de Monteagudo, que poco después volvió a Chile.

### Preparativos para una nueva campaña
Luego de la emancipación chilena, San Martín se trasladó a Buenos Aires para obtener del gobierno un empréstito que permitiera costear los gastos de la Expedición Libertadora del Perú. Pueyrredón le prometió 500 000 pesos, pero luego hubo dificultades para cumplir la promesa debido a las luchas internas entre Buenos Aires y los caudillos federales. Entonces San Martín renunció a la jefatura del ejército. Ante este hecho, el Directorio envió a San Martín 200 000 pesos. El Estado chileno contribuyó con su escuadra, al mando de Thomas Cochrane.
El Gobierno de Chile determinó que San Martín fuera el comandante en jefe de la expedición, que navegaría bajo bandera chilena. Finalmente, San Martín fue designado general en jefe y general del Ejército de Chile, y le fue conferido ad honorem el grado de capitán general dos días después. Cuando se disponía a reanudar la campaña al Perú recibió la orden del Directorio de marchar hacia el litoral argentino con su ejército para combatir a los federales de Santa Fe y Entre Ríos. San Martín se negó de plano, y ante la insistencia respondió con el silencio. En febrero de 1820, la victoria del Partido Federal provocó la caída del Directorio de las Provincias Unidas, por lo que el país quedó sin gobierno central. Esta situación dejó sin respaldo legal su autoridad, por lo que renunció frente a los oficiales argentinos, pero estos, dirigidos por el coronel Enrique Martínez, rechazaron su renuncia.
En las firmas del «Acta de Rancagua» se observa un largo listado de oficiales que tendrían una gran relevancia en las décadas siguientes, entre ellos Rudecindo Alvarado, Pedro Conde, Cirilo Correa, Román Deheza, Bernardino Escribano, Rufino Guido, Juan Gregorio de las Heras, Enrique Martínez, Mariano Necochea, John Thomond O'Brien, Juan José Quesada, Nicasio Ramallo, Pedro Ramos, Niceto Vega y Benjamín Viel.
Finalmente, el 20 de agosto de 1820, San Martín partió junto a la expedición desde Valparaíso hacia el Perú. La expedición estaba constituida por alrededor de 4500 hombres, pertenecientes al Ejército libertador de los Andes y al Ejército de Chile, de los cuales 1600 eran marinos. Se embarcaron en ocho navíos de guerra y dieciséis transportes. No se puede especificar a ciencia cierta cuántos soldados argentinos y cuántos chilenos conformaban la expedición y qué número prevaleció, pero la mayor parte de los oficiales eran argentinos y los jefes navales de orígenes varios: algunos eran británicos, como Cochrane, y otros sudamericanos; entre ellos se contaba Manuel Blanco Encalada, un porteño que se nacionalizó chileno.

## Independencia y Protectorado del Perú
El 8 de septiembre de 1820, el ejército al mando de José de San Martín desembarcó en la playa de Paracas, cerca del puerto de Pisco, haciendo retroceder al ejército realista, que se replegó a la zona de la sierra.

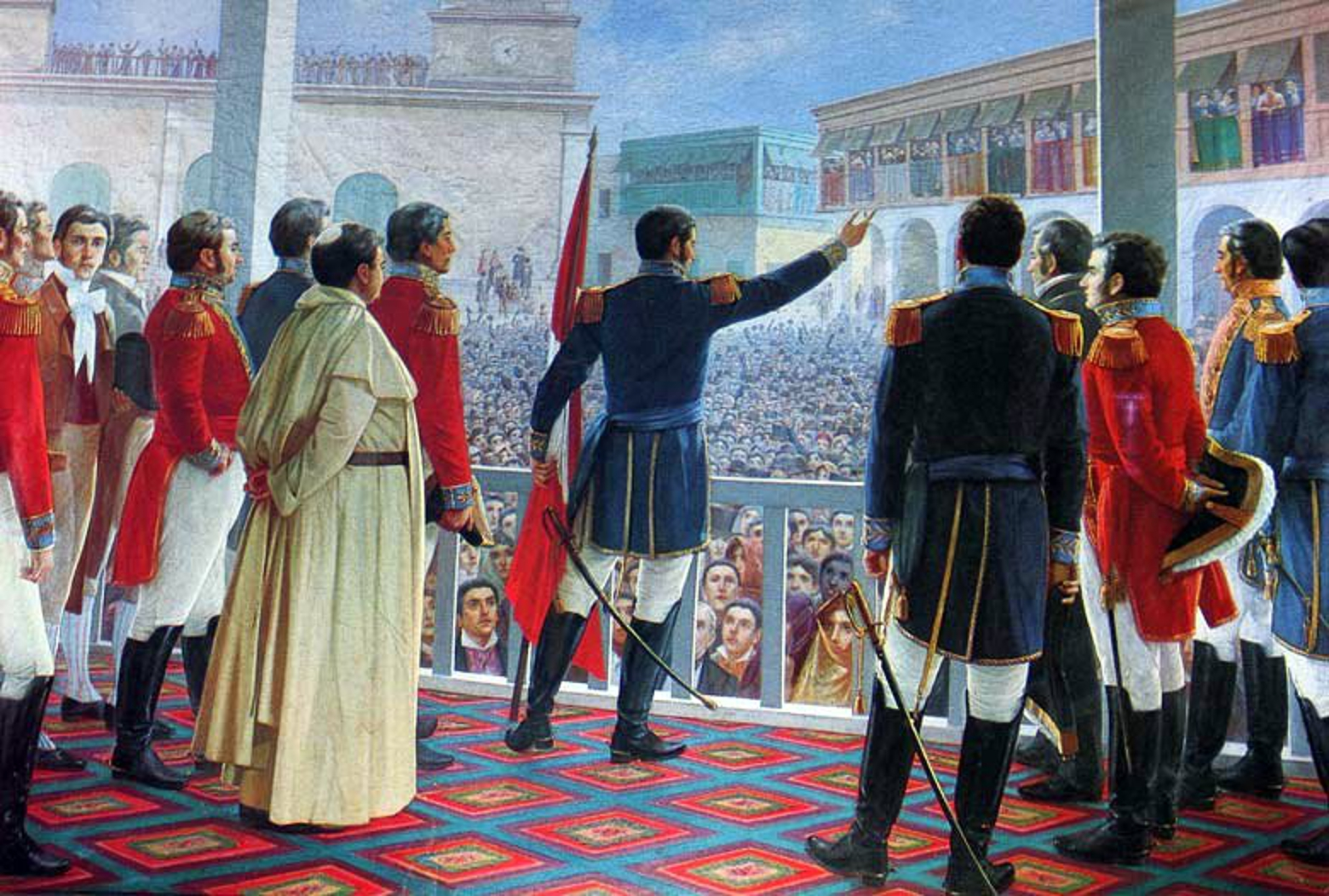
San Martín proclamando la Independencia del Perú frente a la multitud reunida en la Plaza de Armas de Lima (óleo de Juan Lepiani, en el Museo Nacional de Arqueología, Antropología e Historia del Perú).

El virrey Pezuela tenía bajo su mando a unos 20 000 soldados, distribuidos por todo el virreinato, de los cuales la mayor parte defendía Lima.
Tratando de ganar tiempo para reunir a todos los soldados, planteó una salida diplomática al conflicto, reuniéndose los delegados de ambas partes en Miraflores (sur de Lima), que finalmente no llegaron a ningún acuerdo aceptable para San Martín. Este envió una división al mando del general Juan Antonio Álvarez de Arenales por la ruta de la sierra, para perseguir a las divisiones realistas ubicadas en esa zona y propiciar la insurrección de las poblaciones a lo largo de su trayecto.
San Martín se reembarcó en la escuadra, y en los primeros días de noviembre desembarcó en la localidad de Huacho, donde fortificó su posición e inició su estrategia para sitiar definitivamente Lima.

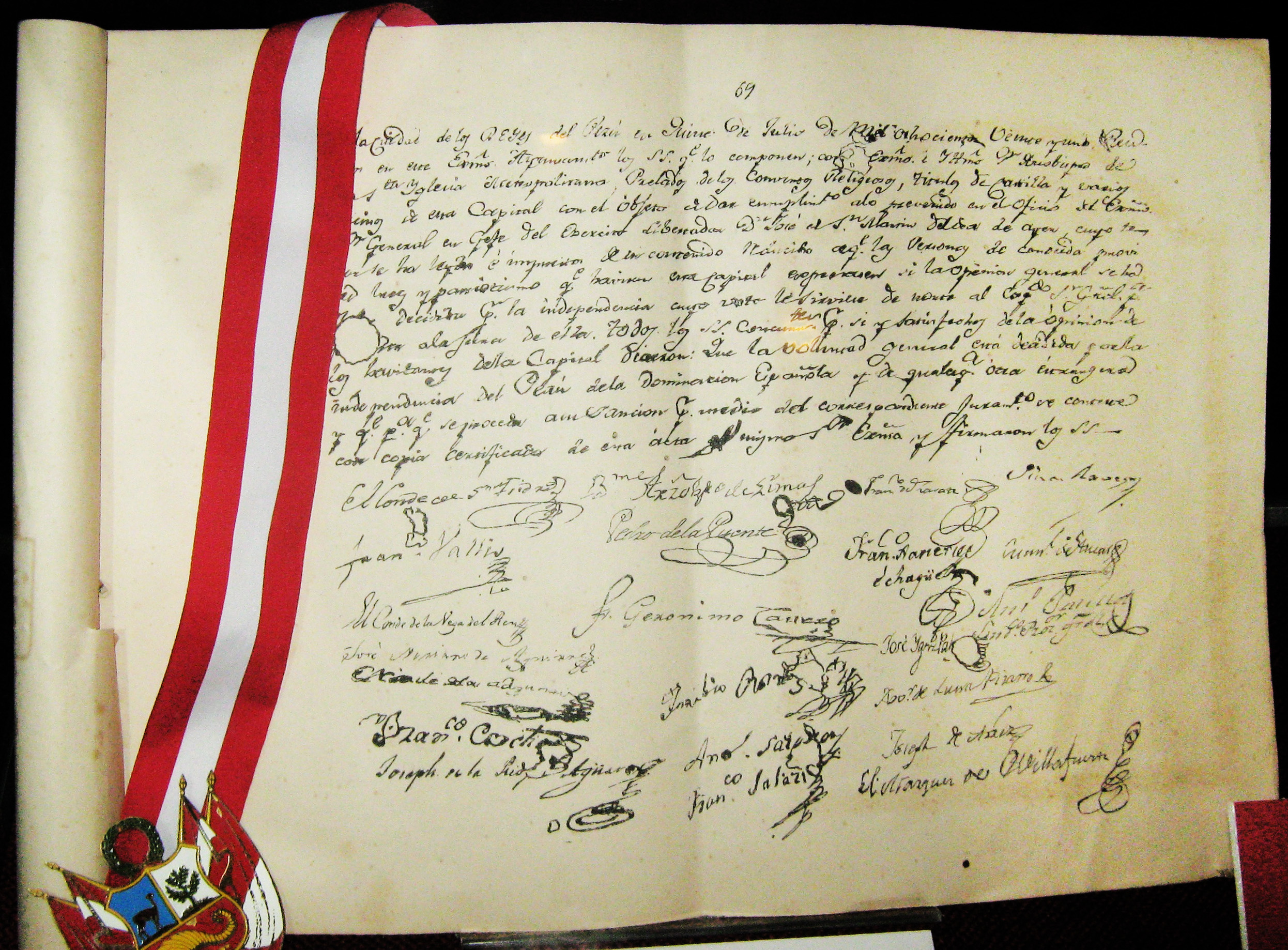
Acta de la Independencia del Perú

El 29 de enero de 1821 se sublevaron altos oficiales realistas contra el virrey Pezuela, quien renunció a su cargo y fue sustituido por el general José de la Serna, que sería confirmado más tarde como virrey del Perú por la corona. El nuevo virrey propuso a San Martín nuevas negociaciones diplomáticas, que finalmente fracasaron debido a que la propuesta definitiva del general era la independencia del Perú. El sitio de Lima se prolongó por algunos meses; en el mes de marzo arribó al Perú el capitán Manuel Abreu, enviado por el rey de España como emisario pacificador, sin ninguna consecuencia favorable para los independentistas. San Martín decidió iniciar una nueva estrategia y envió dos ejércitos, uno al mando del general Guillermo Miller, para desembarcar en las costas del sur, y otra al mando del general Arenales, hacia la sierra.
San Martín dejó Huacho y desembarcó en Ancón, estrechando el cerco a Lima. En simultáneo inició nuevas negociaciones de paz, que se realizaron entre mayo y junio en la hacienda de Punchauca, cerca de Lima; los delegados de San Martín fueron Tomás Guido, Juan García del Río y José Ignacio de la Roza; por parte del virrey De La Serna fueron Manuel Abreu, Manuel de Llano y José María Galdeano. Las negociaciones de nuevo fracasaron.
Pocos días después se pasó a sus filas uno de los más destacados regimientos de las fuerzas del virrey: el regimiento realista Numancia, compuesto de venezolanos y neogranadinos, que había sido formado en Venezuela en 1813 y enviado al Perú tres años más tarde por Pablo Morillo. Esta deserción en masa desmoralizó al resto de las fuerzas realistas, lo que obligó a De La Serna a abandonar la ciudad el 5 de julio e internarse en la sierra. Esto le abrió las puertas de Lima a San Martín.

### Gobierno en Perú

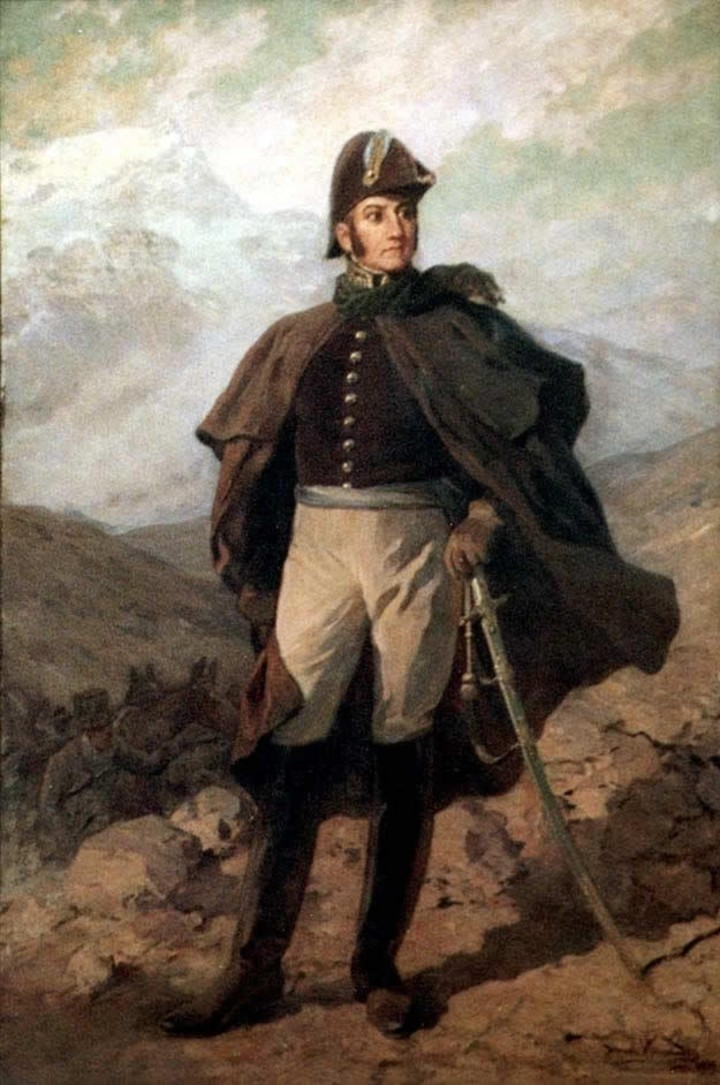
Óleo de José de San Martín (1919) de Daniel Hernández.

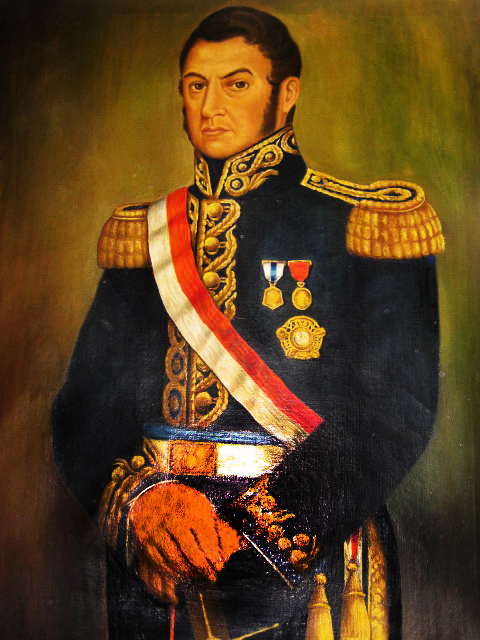
Pintura de José de San Martín como Protector del Perú, Fortaleza de Castillo Real Felipe, Sala de Gobernador, Callao, Lima, Perú

San Martín ocupó Lima y reunió un cabildo abierto el 15 de julio de 1821. El 28, ante una multitud en la plaza de Armas de Lima, declaró la Independencia del Perú y fue nombrado Protector del Perú con autoridad civil y militar.
Formó su ministerio con los ministros Hipólito Unanue, de Hacienda, Juan García del Río, de Relaciones Exteriores, y Bernardo de Monteagudo, de Guerra y Marina. En octubre dictó un Estatuto Provisorio de Gobierno, en el cual se establecía la división territorial, la libertad de vientres y la libertad de los indígenas de los tributos específicos. En lo jurídico, el Reglamento establecía:

Todas las leyes, ordenanzas y reglamentos quedan en su fuerza y vigor, mientras no sean derogadas o abrogadas por autoridad competente.

Ese año fundó la Biblioteca Nacional del Perú, a la que donó su colección de libros, y creó la Orden del Sol, hoy llamada Orden El Sol del Perú.
Fundó la Sociedad Patriótica, formada por 40 ciudadanos peruanos, a quienes consideró los más ilustrados entre los decididos por la causa independentista. Esta se enfrascó en discusiones sobre la forma más conveniente de gobernar, entre la monarquía constitucional que apoyaba San Martín y defendían los ministros Unanue y Monteagudo, y la república, que defendían Manuel Pérez de Tudela y Mariano José de Arce. En apoyo a sus ideas monárquicas, envió a García del Río y Diego Paroissien a Europa, a conseguir un príncipe de la Casa de Sajonia-Coburgo-Gotha, para que reinara en el Perú. También debieron contratar un empréstito para continuar la campaña militar.
Estableció la libertad de comercio y la libertad de imprenta, pero no permitió otro culto religioso que el católico. Expulsó a miles de españoles contrarios a la independencia y confiscó sus bienes.
Desde Ancón, y luego desde Lima, San Martín envió una serie de campañas para incorporar al Protectorado al resto del Perú, pero algunos triunfos parciales no pudieron evitar que el Virrey se hiciera fuerte en la sierra y fijara su capital en Cuzco; el Protector no tenía fuerzas para enfrentarlo con probabilidades ciertas de triunfar.
Durante su protectorado recibió una carta del general Antonio José de Sucre, lugarteniente de Bolívar, para la campaña en el territorio de la Presidencia de Quito (actual Ecuador), en el que reclamaba la incorporación a la misma del batallón Numancia. A poco de desembarcar San Martín en territorio peruano, se había pasado a sus filas. San Martín se negó a perder la excelente unidad, y en su lugar envió una División Auxiliar al mando de Andrés de Santa Cruz –en su mayoría compuesta por tropas inexpertas– que participaron en las batallas de Riobamba y Pichincha.

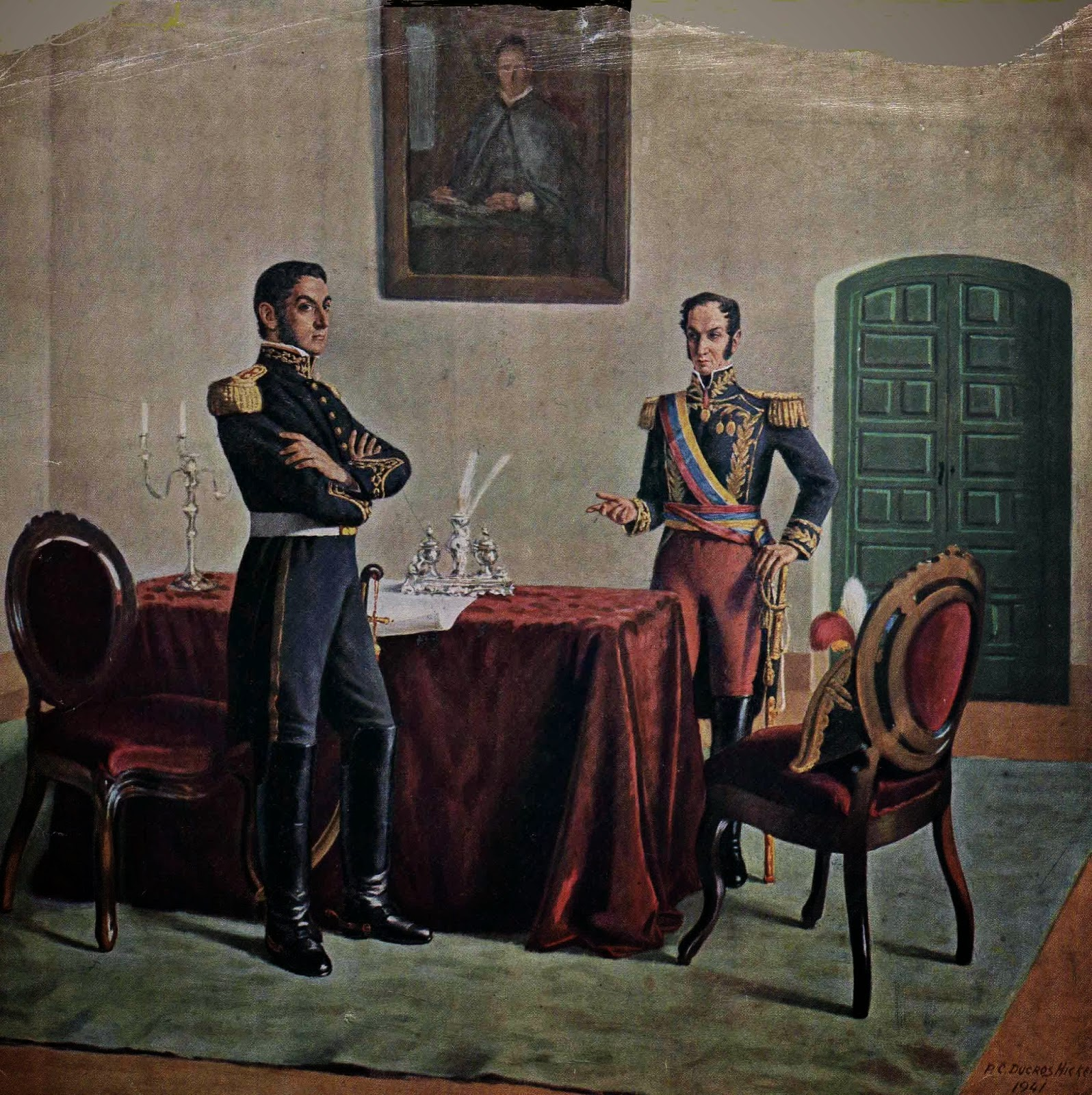
Entrevista de Guayaquil entre José de San Martín y Simón Bolívar.

Entre el 26 y 27 de julio de 1822, se realizó la Entrevista de Guayaquil, donde se reunió con Bolívar. El tema más importante fue la liberación del Perú, principal baluarte realista en Sudamérica. Tras una conversación privada, cuyo contenido solo se puede conjeturar, cedió a Bolívar la iniciativa y conclusión de la campaña libertadora.
Poco después decidió retirarse de todos los cargos y volver a su país.

He convocado al Congreso para presentar ante él mi renuncia y retirarme a la vida privada con la satisfacción de haber puesto a la causa de la libertad toda la honradez de mi espíritu y la convicción de mi patriotismo. Dios, los hombres y la historia juzgarán mis actos públicos.
José de San Martín (carta a Bolívar. Lima, 10 de septiembre de 1822).

Su gobierno duró desde el 3 de agosto de 1821 hasta el 20 de septiembre de 1822.
Dejó el mando del ejército de los Andes en el coronel Rudecindo Alvarado, quien continuó las operaciones en Perú.
Regresó a la Argentina con solo ciento veinte onzas de oro, el estandarte de Francisco Pizarro bordado por Juana La Loca y la campanilla con que la Inquisición de Lima convocaba a los tribunales. El cirujano argentino René Favaloro interpretó el estandarte como «símbolo de la dominación y esclavitud sufrida por el Imperio de los incas, […] definitorias en cuanto a las convicciones del Libertador».

## El retiro

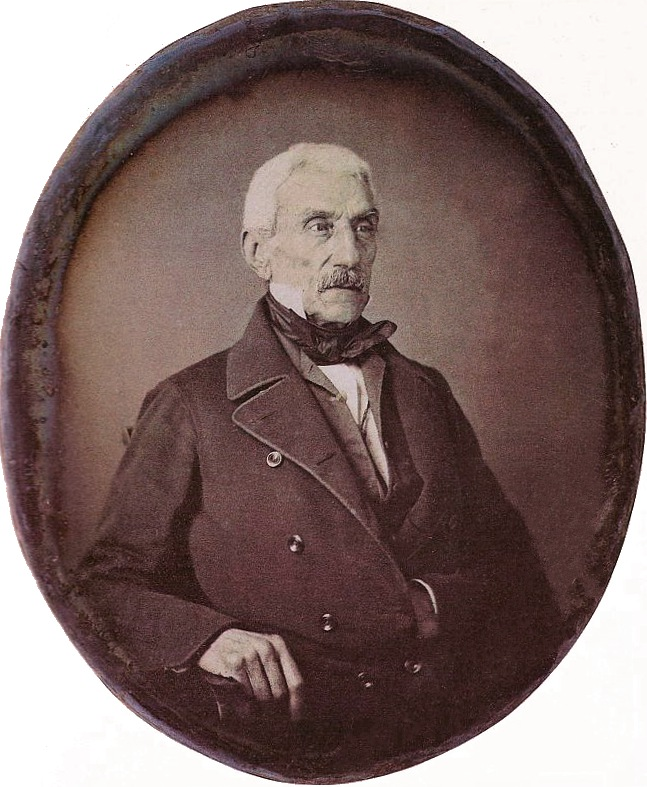
Daguerrotipo de San Martín a los setenta años de edad (1848).

Tras regresar a Mendoza en enero de 1823, pidió autorización para regresar a Buenos Aires y reencontrarse con su esposa, que estaba muy enferma. Bernardino Rivadavia, ministro de Gobierno del gobernador Martín Rodríguez, se lo negó argumentando que no sería seguro para San Martín volver a la ciudad. Su apoyo a los caudillos del Interior y la desobediencia a una orden que había recibido del Gobierno de reprimir a los federales, le valió que los unitarios quisieran someterlo a juicio.
Al empeorar la salud de su esposa, decidió viajar a Buenos Aires. Al llegar, su mujer ya había fallecido, el 3 de agosto de 1823. 
Al llegar a Buenos Aires se lo acusó de haberse convertido en un conspirador. Desalentado por las luchas internas entre unitarios y federales, decidió marcharse del país con su hija, quien había estado al cuidado de su abuela. El 10 de febrero de 1824 partió hacia el puerto de El Havre (Francia). 
Tenía 45 años y era generalísimo del Perú, capitán general de la República de Chile y general de las Provincias Unidas del Río de la Plata. Luego de un breve período en Escocia, se instalaron en Bruselas y poco después en París. Su mayor preocupación era la educación de su hija. En 1825 redactó las Máximas para Merceditas, donde sintetizaba sus ideales educativos.
En 1826 volcó la galera que lo llevaba por un camino de Inglaterra, quedando debajo del carruaje. Como consecuencia del accidente estuvo varios meses en cama por los traumatismos y por las heridas sufridas por las astillas de vidrio de la ventana.
Ofreció sus servicios a las autoridades argentinas con motivo de la guerra con Brasil, solo después de la renuncia de Rivadavia a la presidencia, pero la guerra ya casi había terminado.

### Buenos Aires: atracción y repulsión
A principios de 1829 San Martín intentó regresar nuevamente a Buenos Aires a bordo del paquete inglés Condesa de Chichester, al saber que había vuelto a estallar la guerra civil. Permaneció a bordo de incógnito bajo el nombre de José Matorras, aunque fue descubierto. Su antiguo subordinado, el general Juan Lavalle, había derrocado y fusilado al gobernador Manuel Dorrego, pero ante la imposibilidad de vencer en la contienda, ofreció a San Martín la gobernación de la provincia de Buenos Aires, pero este juzgó que la situación a que había llevado el enfrentamiento solamente se resolvería por la destrucción de uno de los dos partidos. Respondió a Lavalle que: «El general San Martín jamás desenvainará su espada para combatir a sus paisanos».

Éste fue el panorama que San Martín encontró al llegar al Río de la Plata el 5 de febrero de 1829. Sus peores miedos a la anarquía parecían haberse confirmado, y ello fortaleció su determinación de mantenerse fuera de la política. Decidió desembarcar en Montevideo y esperar a conocer el desarrollo de los acontecimientos. No obstante, antes de que pudiera hacerlo, su nave continuó hacia Buenos Aires. San Martín se negó a pasar más allá de las boyas, y desde la rada solicitó un pasaporte de salida al ministro relevante, José Miguel Díaz Vélez, a quien explicó que había regresado con la firme intención de terminar sus días en un retiro privado, contando con la tranquilidad que esperaba encontrar. Sin embargo, en vista de la situación del país, y dado que él no pertenecía a ninguno de los bandos en disputa, había decidido seguir a Montevideo, «desde cuyo punto dirigiré mis votos por el pronto restablecimiento de la concordia» (San Martín a Díaz Vélez, rada de Buenos Aires, 6 de febrero de 1829).

### Breve estadía en Montevideo
Se trasladó a Montevideo el 14 de febrero de 1829 a bordo del bergantín de guerra General Rondeau. A su llegada, San Martín se alojó inicialmente en un café-restaurante y pensión conocido como de Carreras, ubicado en la plaza Matriz. Poco después, aceptó la invitación de la familia Vidal para residir en su casa.
Durante su estancia en Montevideo, San Martín realizó algunas diligencias de carácter privado. Una de las más destacadas fue otorgar un poder general sobre sus bienes a favor de Gregorio Gómez, vecino de Buenos Aires, y en caso de su ausencia o imposibilidad, al doctor Vicente López y Planes.
San Martín se encontraba en Montevideo en un periodo en el cual el naciente Estado Oriental del Uruguay estaba en proceso de organización política luego de haber obtenido su independencia por medio de la Convención Preliminar de Paz. El 1 de diciembre de 1828 se había constituido la Asamblea General Constituyente y Legislativa del Estado, y el general José Rondeau había sido elegido gobernador provisorio. A su llegada, Rondeau envió al capitán Hermegildo de la Fuente para asistir a San Martín, ofreciéndole apoyo y hospitalidad.
San Martín también asistió a varias sesiones de la Asamblea Constituyente en la capilla de la Aguada, demostrando su interés en los debates y en la elaboración de la constitución que regiría al Uruguay. El 1 de mayo de 1829 presenció la entrada del Gobierno patrio a la ciudad, y fue invitado especialmente a las ceremonias en el Fuerte. En esa misma fecha, el enviado confidencial de Juan Lavalle, Eduardo Trolé, informó sobre el fracaso de sus tentativas para evitar que San Martín regresara a Europa. Se embarcó a su exilio definitivo el 6 de mayo de 1829 a bordo del Lady Wellington.
Durante su estadía en Montevideo en 1829, José de San Martín fue considerado como un posible candidato para la primera presidencia del Uruguay independiente. Esta propuesta vino de militares orientales destacados como Juan Antonio Lavalleja y Fructuoso Rivera, quienes buscaban un presidente neutral en medio de las crecientes divisiones políticas entre sus respectivas tendencias. Sin embargo, San Martín rechazó esta oferta, eligiendo no involucrarse en los conflictos políticos de la región.

### San Martín y Rosas
En 1835 Juan Manuel de Rosas volvió a la gobernación de Buenos Aires con poderes ilimitados, que no tardó en emplear para imponer un régimen intransigente sobre la base de la utilización de la «suma del poder público» y el uso sistemático del terrorismo de Estado. En 1835-1836, la dictadura rosista no pareció alarmar a San Martín en principio, ya que consideraba que un régimen absoluto, obra de un gobierno fuerte y capaz de enseñar a sus compatriotas a obedecer, era la única respuesta a las desgracias del país. Pero San Martín nunca desconoció la opresión del régimen, de la cual fueron víctimas directas su familia y amigos: Balcarce tuvo que abandonar su carrera diplomática, algunos miembros de la familia Escalada se vieron despojados de sus cargos públicos y privados de su libertad y su amigo irlandés John O’Brien fue encerrado en prisión. San Martín condenaba las prácticas represivas de Rosas en contra de sus opositores, la persecución de personas honradas y la violencia de ese gobierno, y lo confesó a su amigo Gregorio Gómez:

«Es con verdadero sentimiento que veo el estado de nuestra desgraciada patria y lo peor de todo es que no veo una vislumbre de que mejore su suerte. Tú conoces mis sentimientos y por consiguiente yo no puedo aprobar la conducta del general Rosas cuando veo una persecución general contra los hombres más honrados de nuestro país: por otra parte, el asesinato del doctor Maza me convence que el gobierno de Buenos Aires no se apoya sino en la violencia. A pesar de esto yo no aprobaré jamás el que ningún hijo del país se una a una nación extranjera para humillar a su patria».
San Martín a Gregorio Gómez, Grand Bourg, 21 de septiembre de 1839

Así, junto con la repugnancia que le generaban las prácticas represivas del gobierno rosista, San Martín continuó apoyando la política exterior del dictador y su defensa de los intereses nacionales, y reaccionó con ira al bloqueo armado impuesto sobre Buenos Aires por las fuerzas navales anglofrancesas en 1845, como forma de «escoltar» una flota mercante por el río Paraná para inaugurar el comercio directo con el interior. San Martín se encontraba en Italia meridional cuando conoció la noticia y escribió a Rosas para darle su apoyo en ese punto. Además no dudó en exponer sus opiniones al público europeo, al tiempo que preveía que la intervención estaba condenada al fracaso por la determinación del dictador, su control del territorio y su capacidad para reunir a la población en contra de los extranjeros. El bloqueo sólo tendría un impacto limitado, pues la mayor parte del pueblo vivía de los propios recursos del país y no tenía necesidad de las importaciones europeas. Durante 1846 el gobierno británico empezó a dar marcha atrás y tomar medidas para mejorar las relaciones con la Argentina. Cuando se levantó el bloqueo en 1848, San Martín escribió a Rosas para felicitarle por su triunfo: Lynch cita las palabras de San Martín al decir que el dictador había salvado: 

«[...] el honor del país y presentando a todos los nuevos Estados americanos un modelo a seguir».
San Martín a Rosas, Boulogne, 2 de noviembre de 1848

Y en su testamento hológrafo redactado el 23 de enero de 1844 (ver más adelante), San Martín legó su espada de campaña al dictador, del cual afirmó que había defendido:

[...]«el honor de la República contra las injustas pretensiones de los extranjeros que trataban de humillarla».

### Años de despedida

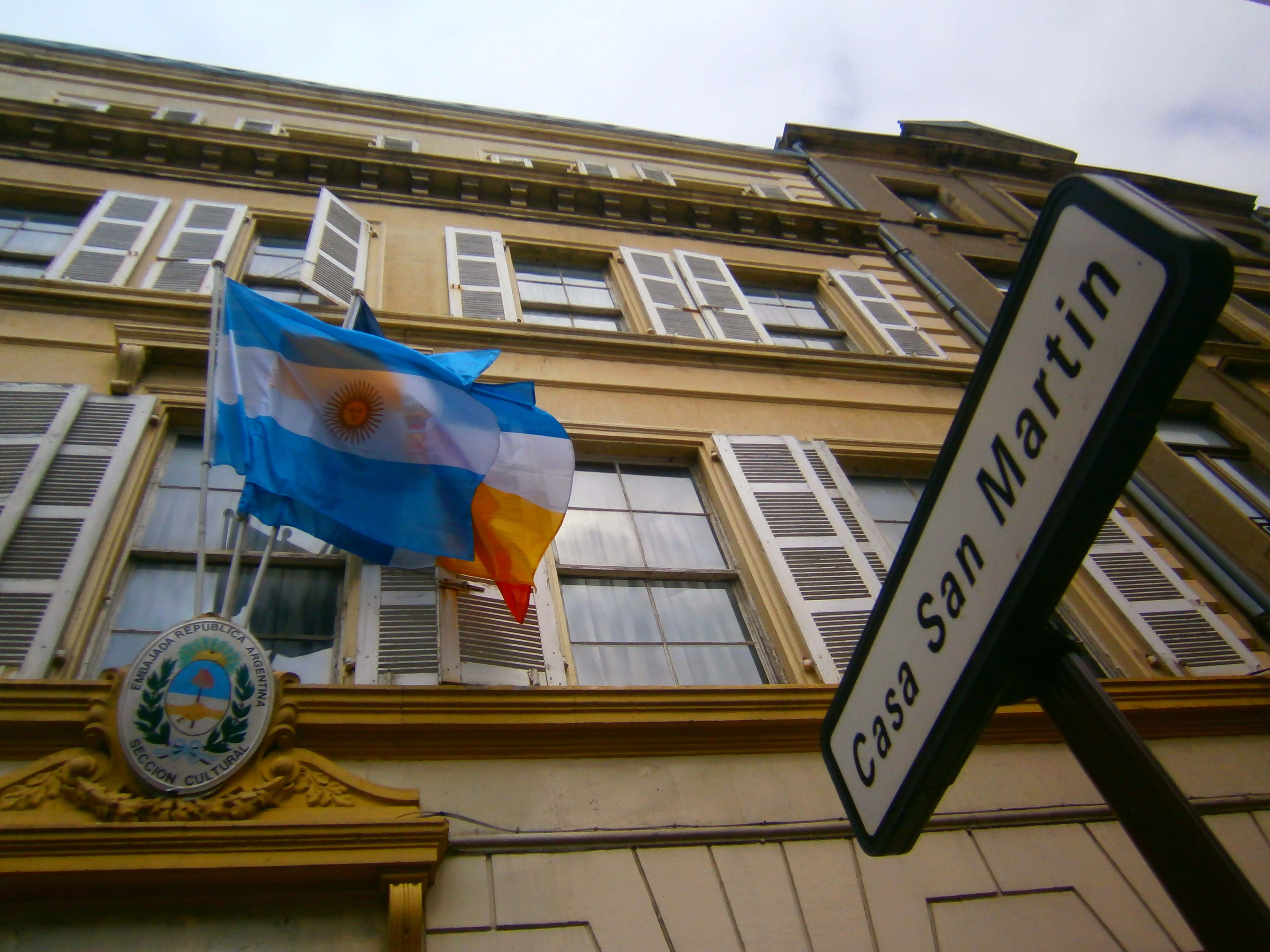
Casa donde murió San Martín (Boulogne Sur-Mer, Francia).

Durante los años que duró su exilio, San Martín mantuvo contacto con sus amigos en Buenos Aires, tratando de interiorizarse de lo que sucedía. En 1830, al estallar la Revolución Belga el alcalde de Bruselas Nicolas-Jean Rouppe elige a San Martín como comandante en jefe de las Fuerzas Activas de Bélgica. San Martín acepta esa propuesta pero no decide ir a participar en el conflicto debido a su hospitalidad, por lo que elige a Juan Van Halen y Sartí para ser comandante del ejército. Sigue viviendo en Bruselas hasta 1831 cuando se radica en Francia, en un suburbio de París.
Por esos años tuvo lugar su encuentro con su antiguo compañero de armas en el ejército español, Alejandro Aguado, marqués de las Marismas del Guadalquivir, quien, convertido en un exitoso banquero, lo designó tutor de sus hijos, con una buena paga. Tres años más tarde, gracias al dinero ahorrado con este trabajo y a la venta de las fincas con que lo habían premiado el Gobierno de Mendoza y el de Perú, se mudó a una casa que compró en la villa de Grand Bourg, actualmente parte de la ciudad de Évry, departamento de Essonne, a corta distancia de París.
Recibió la visita de personajes americanos, en general jóvenes románticos y liberales, exiliados de su país, como Juan Bautista Alberdi (en 1843) y Domingo Faustino Sarmiento (entre 1845 y 1848), que viajó a Europa por encargo del Gobierno de Chile y se encontró con San Martín en varias oportunidades. Hasta sus últimos años mantuvo correspondencia con su gran amigo Tomás Guido, quien lo mantenía informado sobre la situación en América.

### Testamento y muerte

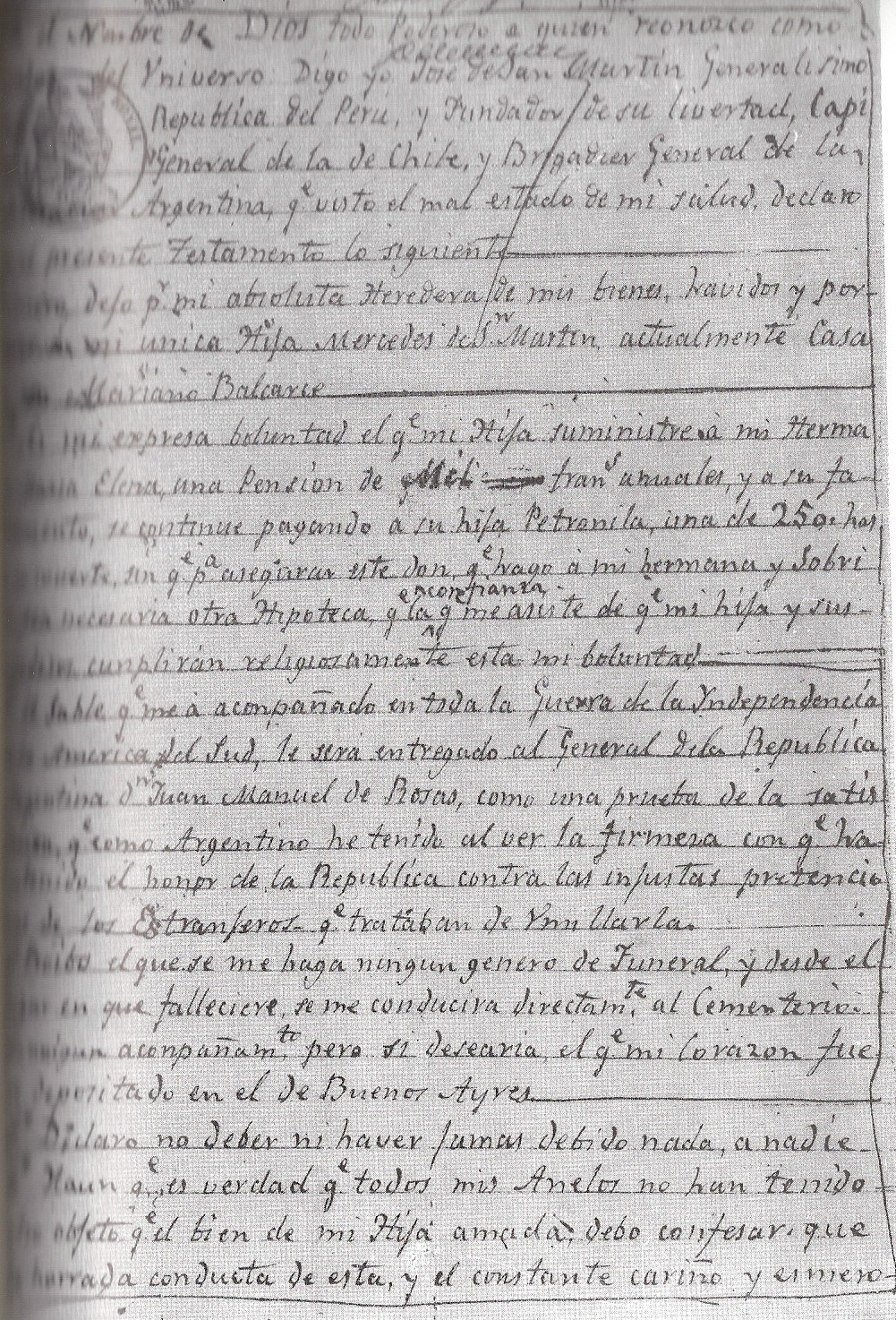
Testamento de San Martín

José de San Martín fechó su testamento ológrafo en París el 23 de enero de 1844, en el que deja como única heredera a su hija.
Entre sus cláusulas establecía:
- Que Mercedes otorgue a su tía María Elena una pensión hasta su fallecimiento.
- Que a la muerte de María Elena le otorgue una pensión a la hija de esta, Petronila.
- Que su sable corvo favorito, el de las batallas de Chacabuco y Maipú, fuera entregado al gobernador porteño Juan Manuel de Rosas,[97] «como una prueba de la satisfacción que, como argentino, he tenido al ver la firmeza con que ha sostenido el honor de la República contra las injustas pretensiones de los extranjeros que trataban de humillarla».[g]
- Prohibió la realización de funerales y de acompañamientos hasta el cementerio, «pero sí desearía que mi corazón fuese sepultado en Buenos Aires».
- Declaraba como su primer título el de generalísimo del Ejército del Perú.

En marzo de 1848, al estallar la revolución en París, se trasladó a una habitación alquilada en la ciudad costera de Boulogne-sur-Mer. Allí falleció a la edad de 72 años, a las tres de la tarde del 17 de agosto de 1850 en compañía de su hija, de su yerno y sus nietos.

### Sus restos

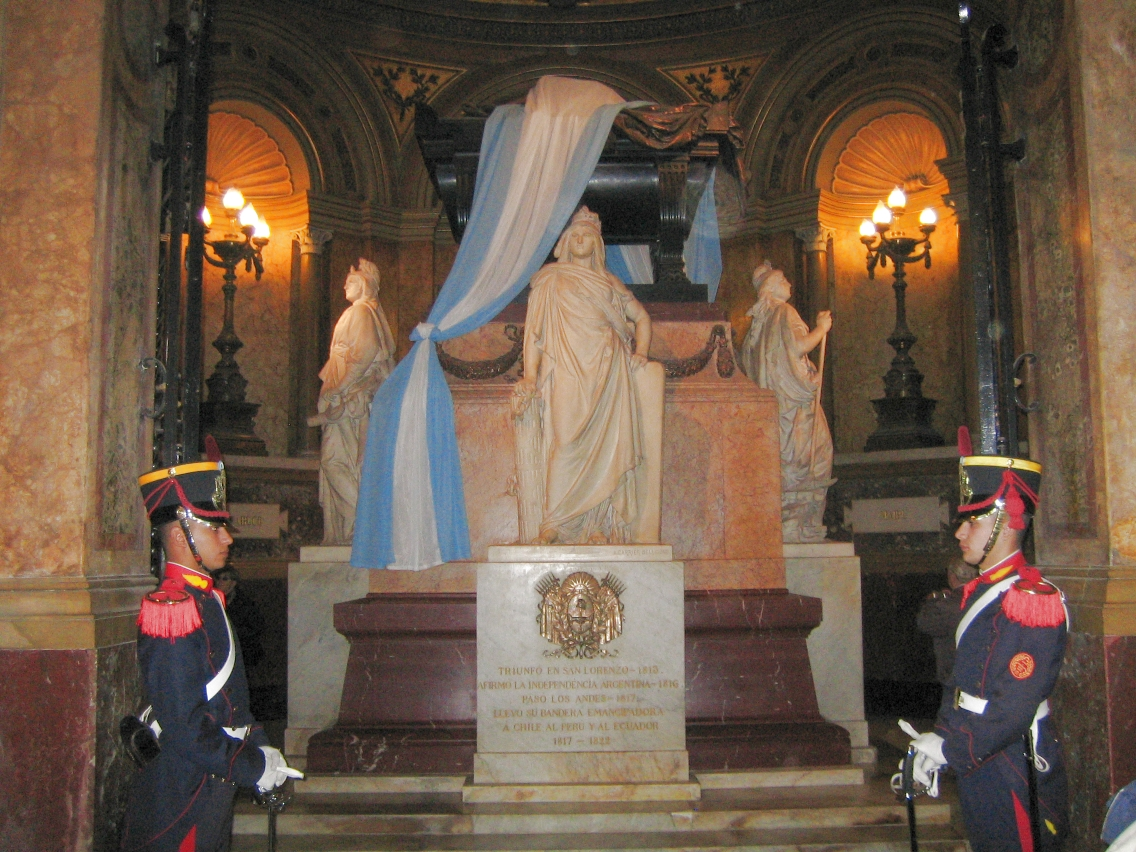
Mausoleo de San Martín en la Catedral de Buenos Aires

Su cuerpo fue colocado en una capilla de la cripta de la Basílica de Nuestra Señora de la Inmaculada Concepción de Boulogne-sur-Mer y trasladado en 1861 a la bóveda de la familia González Balcarce, ubicada en el cementerio de Brunoy. 
Luego hubo varios intentos de repatriarlos, a los que se opuso su hija, quien, como esposa del embajador en Francia, prefería que permanecieran cerca de su residencia. A la muerte de Mercedes San Martín en febrero de 1875 se activaron las gestiones y durante la presidencia de Nicolás Avellaneda se creó la «Comisión encargada de la repatriación de los restos del Libertador». La repatriación de los restos de José de San Martín se produjo el 28 de mayo de 1880, cuando fueron conducidos a Buenos Aires en el vapor transporte Villarino en su viaje inaugural. Arribó en una masiva celebración pero en vísperas del estallido de la revolución de 1880.
Una leyenda urbana sostiene que la Iglesia católica se habría opuesto a que se depositaran sus restos en la Catedral de Buenos Aires dada su condición de masón, que acarreaba, de suyo, la excomunión. Según esta leyenda, solo tras largas negociaciones se habría alcanzado un acuerdo, en virtud del cual el féretro descansaría en una de las naves laterales de la catedral, e inclinado con la cabeza hacia abajo. Esta leyenda ha sido refutada por investigadores como Enrique Mario Mayochi, del Instituto Nacional Sanmartiniano, quien comentó:

"Fue la Municipalidad de Buenos Aires la que gestionó la cesión de parte del recinto catedralicio y (…) la autorización debida fue dada por la autoridad eclesiástica por entender, como antes se dijo, que sería una gloria tener y custodiar los restos del Libertador. Cuanta otra cosa se diga no pasa de especulación infundada o añagaza malintencionada".

En el mausoleo se encuentra escrito:

«Triunfó en San Lorenzo, afirmó la Independencia Argentina, pasó los Andes, llevó su bandera emancipadora a Chile, al Perú y al Ecuador».

### Las «Máximas para mi hija»

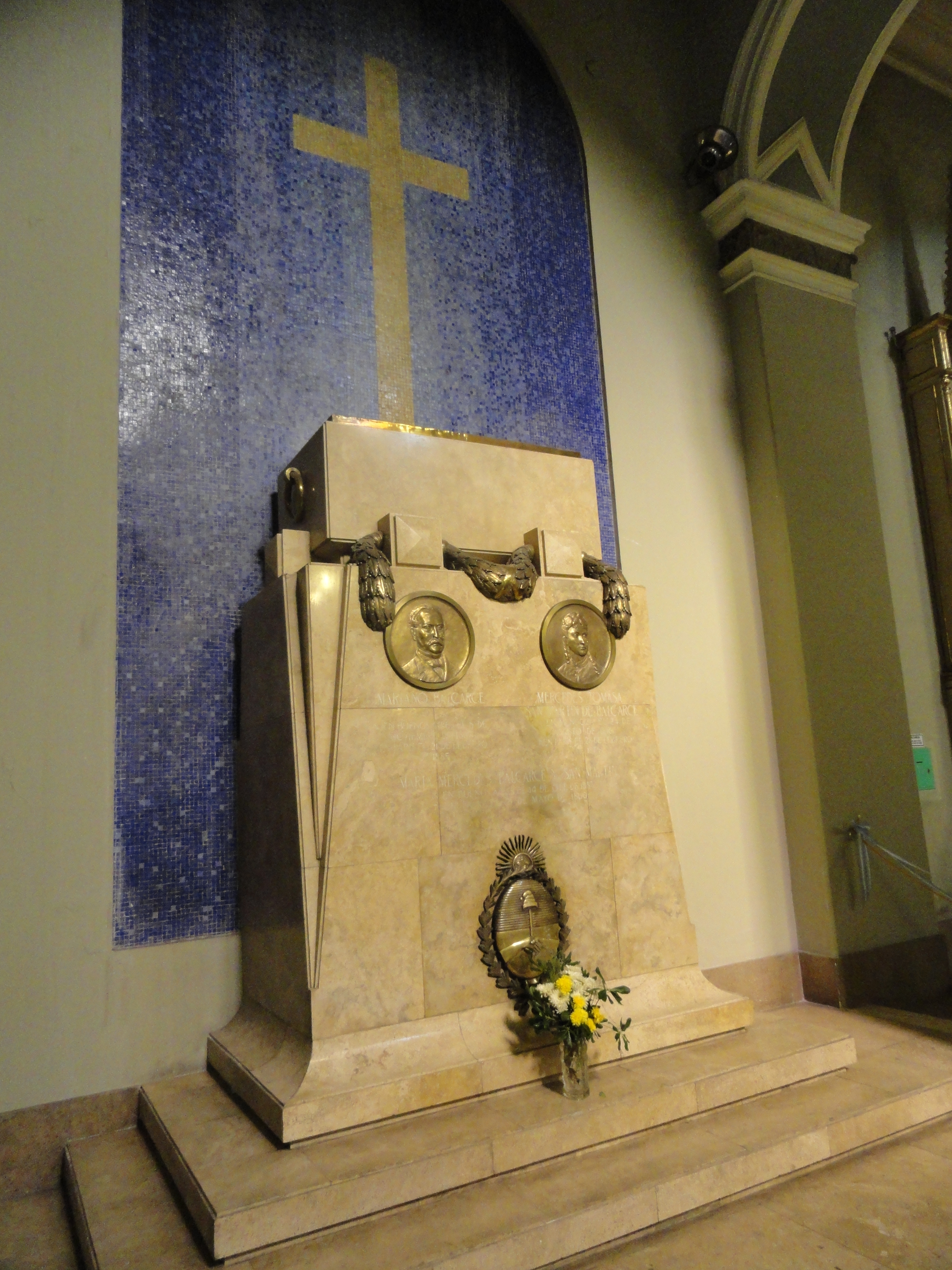
Mausoleo donde se encuentran los restos de Mercedes de San Martín, su esposo y su hija mayor. Basílica de San Francisco, Mendoza.

José de San Martín escribió una lista de consejos para su hija Merceditas:
1. Humanizar el carácter y hacerlo sensible aun con los insectos que nos perjudican. Sterne[104] ha dicho a una mosca abriéndole la ventana para que saliese: «Anda, pobre animal, el mundo es demasiado grande para nosotros dos».
2. Inspirarle amor a la verdad y odio a la mentira.
3. Inspirarle una gran confianza y amistad, pero unida al respeto.
4. Estimular en Mercedes la caridad con los pobres.
5. Respeto sobre la propiedad ajena.
6. Acostumbrarla a guardar un secreto.
7. Inspirarle sentimientos de indulgencia hacia todas las religiones.
8. Dulzura con los criados, pobres y viejos.
9. Que hable poco y lo preciso.
10. Acostumbrarla a estar formal en la mesa.
11. Amor al aseo y desprecio al lujo.
12. Inspirarle amor por la Patria y por la Libertad.

## Controversias

### Masonería

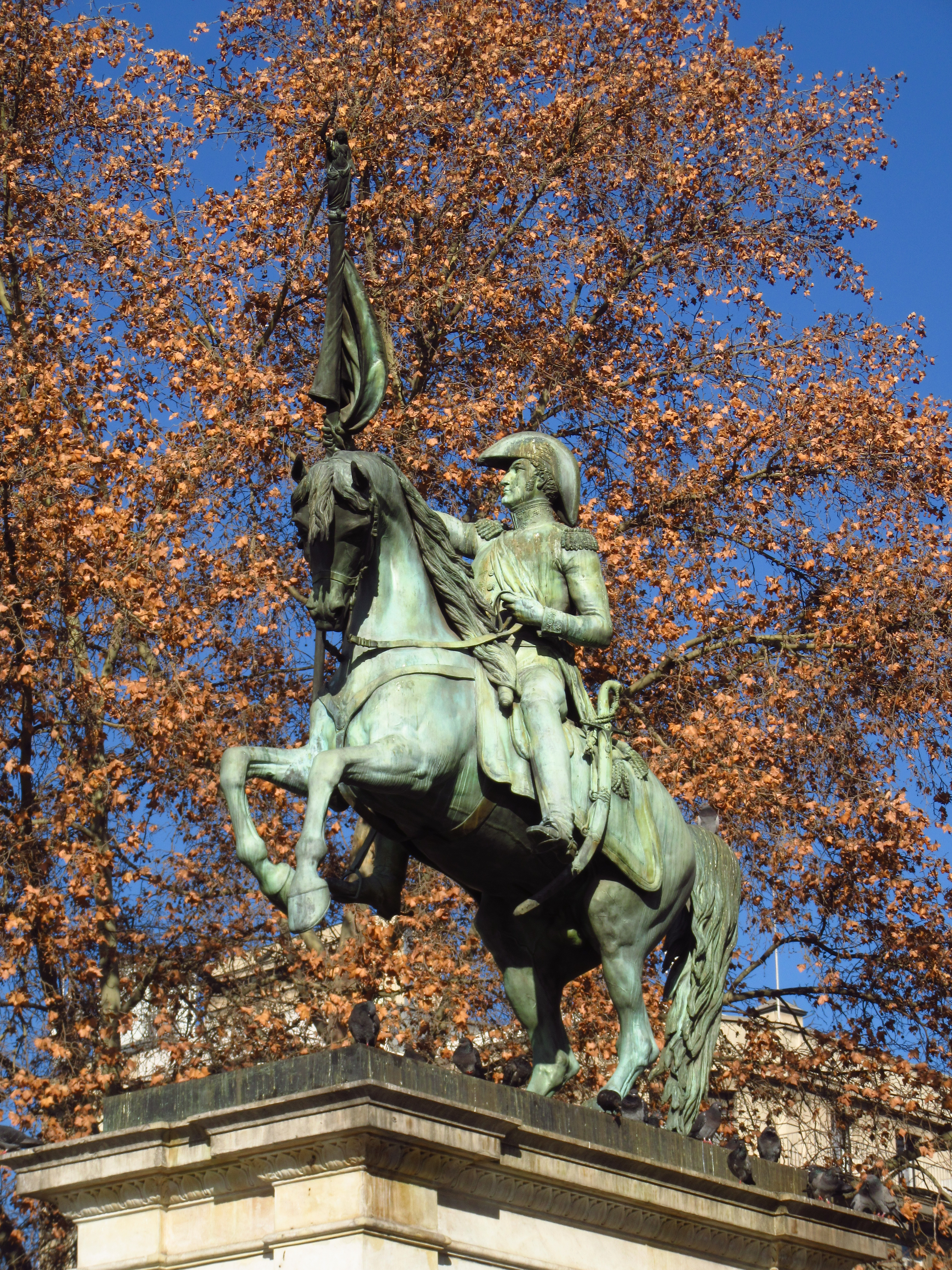
Monumento a San Martín en Santiago de Chile (primera estatua en el mundo dedicada a él).

Existen dos teorías en torno a la supuesta filiación masónica de San Martín, que generaron polémicas durante varios años. Mientras diversos historiadores afirman que en ningún momento ingresó en una logia masónica regularmente constituida, hay otros que aseguran lo contrario. Entre los primeros, se argumenta que la totalidad de las logias con las que mantuvo contacto a lo largo de su vida, principalmente la Lautaro, no eran estrictamente masónicas, sino que habrían sido únicamente grupos revolucionarios que tomaron como base de su organización elementos y símbolos masónicos que serían funcionales a su carácter de sociedad secreta.
Los documentos, no obstante, demuestran que se trataría de una logia operativa, no en el sentido literalmente constructivo como es el caso de las cofradías medievales, sino que ostentaría objetivos revolucionarios.
Por su parte, el historiador Emilio J. Corbière señala que San Martín dio sus primeros pasos en la masonería iniciándose en la Logia Integridad de Cádiz y luego pasó a formar parte de la Logia Caballeros Racionales N.º 3, donde el 6 de mayo de 1808 le fue otorgado el 3.º grado de la masonería simbólica, con lo que accedió al título de «maestro masón». Tras renunciar a su carrera militar en España, viajó a Inglaterra, donde se reunió con Carlos María de Alvear, un reconocido miembro de la Logia Lautaro que trabajaba con la Logia Flor de los Americanos. En una de las tenidas (o reuniones) se decidió abatir columnas y regresar a suelo americano para llevar a cabo la campaña que allí se habría gestado. Mientras tanto, Simón Bolívar era iniciado por Francisco de Miranda. Al poco tiempo, San Martín, Alvear y José Matías Zapiola obtenían el grado 5.º de la logia.

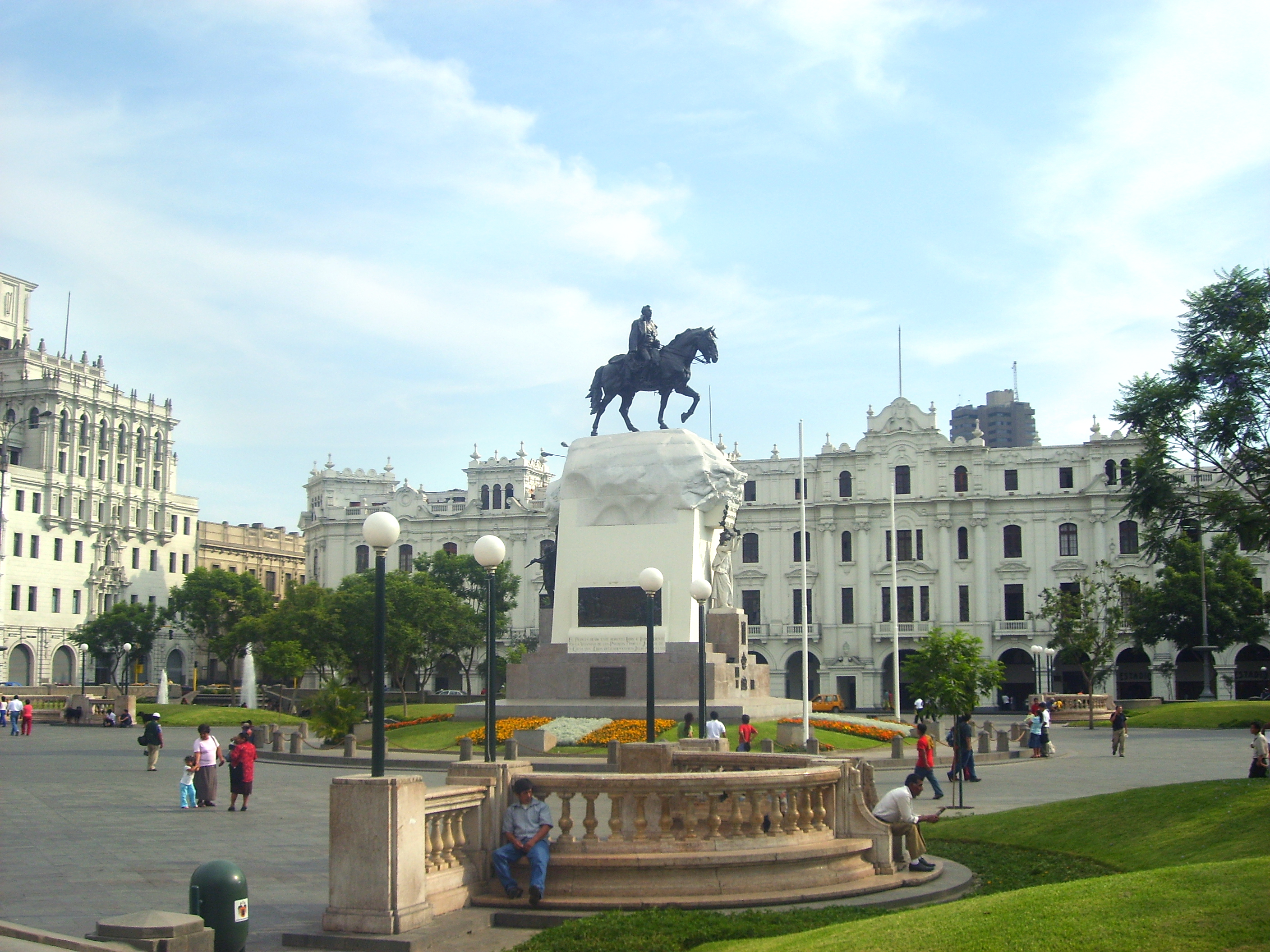
Monumento a San Martín en su cruce de los Andes, en la plaza San Martín de Lima (Perú).

Poco después de su llegada, en 1812, junto a sus hermanos masones, Alvear y Zapiola, fundó un Triángulo Masónico que constituiría la base de la futura Logia Lautaro. En ese entonces la Orden ya estaba implantada con la Logia Independencia, que funcionaba desde 1795, pues su llegada al Río de la Plata databa de finales del xviii, con una importante influencia de la masonería española y no así de la inglesa, como se creyó en un momento. Con el mismo nombre, Independencia, se fundó en 1810 una nueva logia, también conocida como Logia de San Juan, bajo las órdenes del doctor Julián Álvarez, que colaboró enormemente en los comienzos de la Lautaro.
Siguiendo la antigua tradición de adoptar nombres simbólicos o iniciáticos, San Martín era conocido entre los lautarinos como Hermano Inaco.

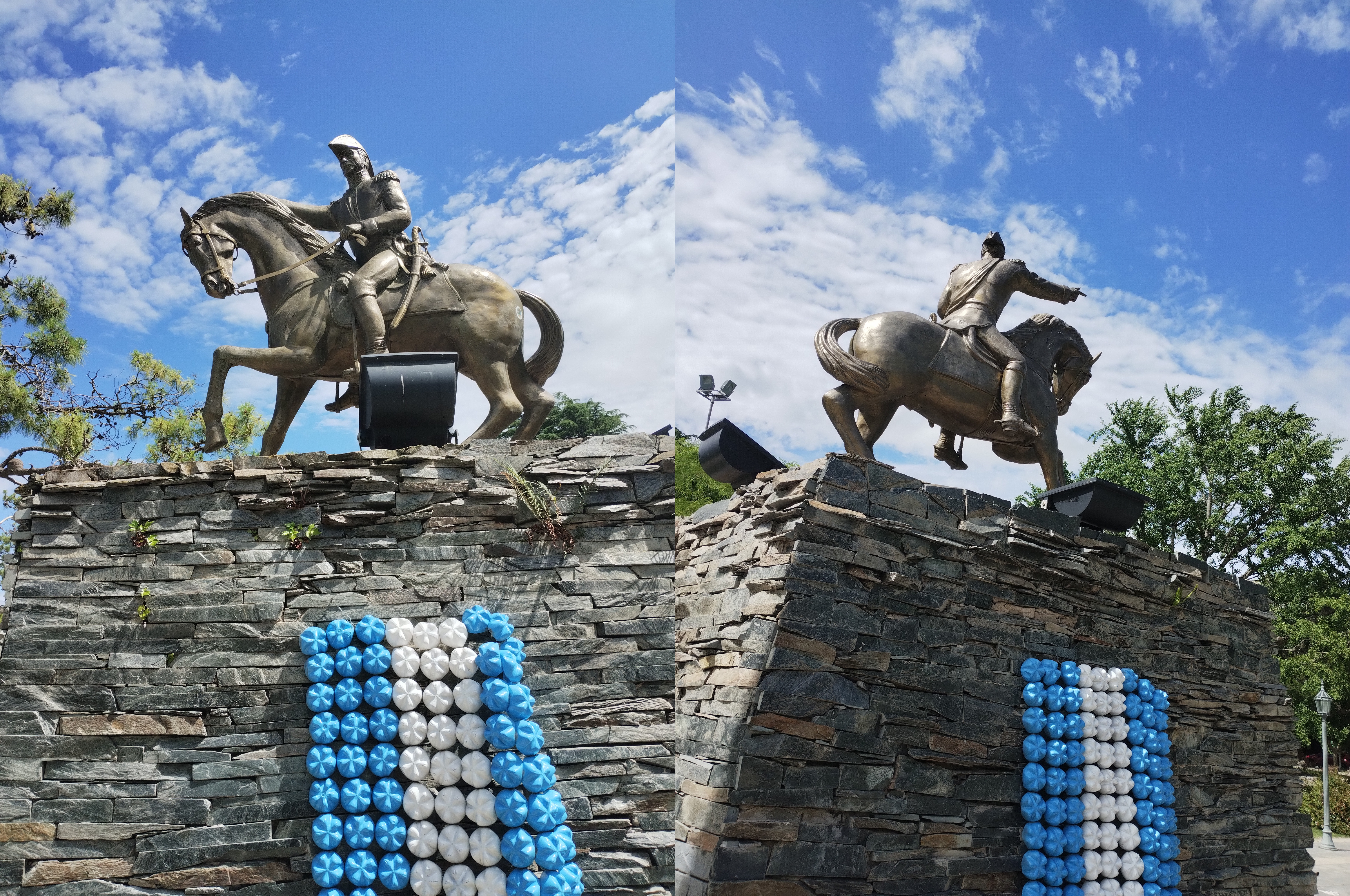
Estatua del general San Martín en la plaza central de Veronica, Buenos Aires (Argentina).

En una carta dirigida al general Guillermo Miller, respondiendo a preguntas concernientes a la Logia de Buenos Aires, San Martín escribe:

No creo conveniente hable Ud. lo más mínimo de la logia de Buenos Aires. Estos son asuntos enteramente privados, y que aunque han tenido y tienen una gran influencia en los acontecimientos de la revolución de aquella parte de América no podrían manifestarse sin faltar por mi parte a los más sagrados compromisos. A propósito de logias, sé a no dudar que estas sociedades se han multiplicado en el Perú de un modo extraordinario. Esta es una guerra de zapa que difícilmente se podrá contener, y que hará cambiar los planes más bien combinados.

La Logia de Buenos Aires, de acuerdo con las palabras del investigador y escritor masónico Albert Gallatin Mackey, estaba destinada a los Grados Superiores y determinaba las decisiones políticas que se debían implementar.

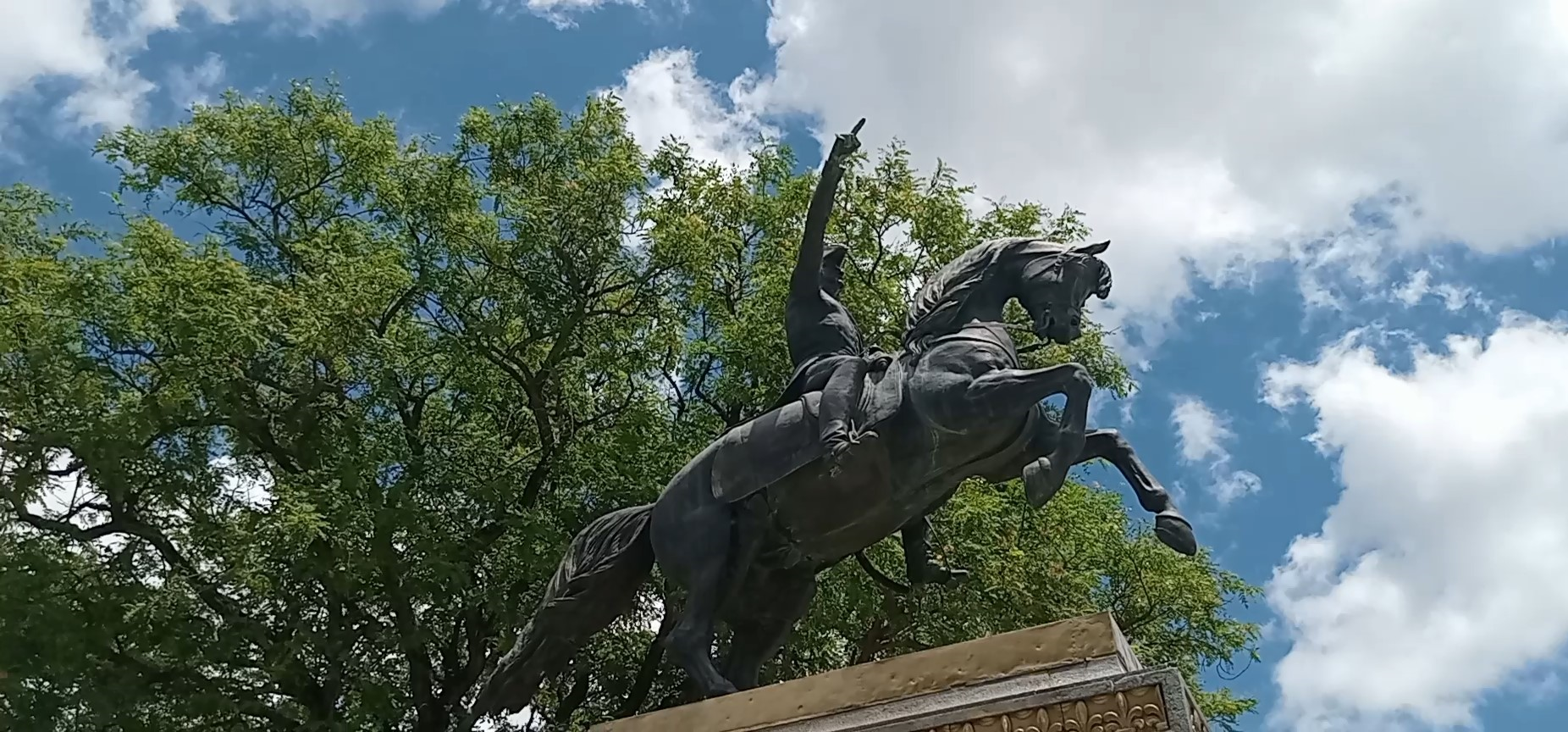
Monumento a José de San Martín en la ciudad de Formosa (Argentina).

El general Tomás de Iriarte declaró en sus memorias que tanto la Logia Lautaro como la Logia de Julián Álvarez eran masónicas. Sin embargo, Bartolomé Mitre, masón grado 33, escribió en su «Historia de San Martín y la Emancipación Sudamericana» que la Logia Lautaro era una sociedad secreta de carácter netamente político, que no pertenecía a la masonería.
En 1825, en Bruselas, San Martín recibió una medalla masónica con su efigie por parte de la Logia belga La Parfaite Amitié (La Perfecta Amistad), en reconocimiento a su labor desempeñada en la revolución americana. Esta medalla se suele utilizar para demostrar la pertenencia de San Martín a la masonería, cosa que no está probada documentalmente. En todo caso, todo parece indicar que, si bien es muy probable que San Martín haya sido iniciado en Europa, su relación con la masonería se diluyó con el paso de los años.

### Filiación polémica

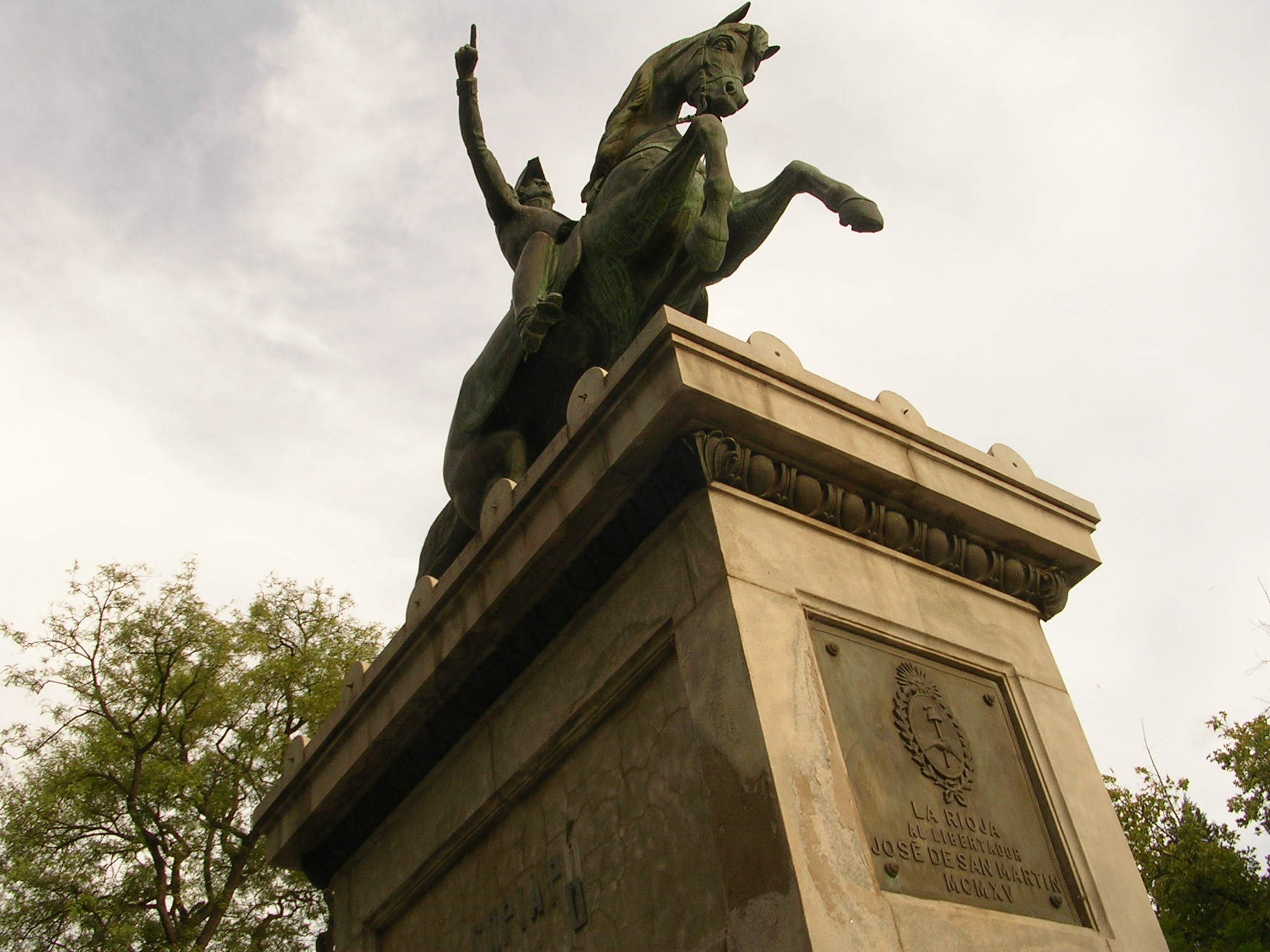
Monumento a José de San Martín en la ciudad de La Rioja (Argentina)

En 2000, el escritor José Ignacio García Hamilton en su libro Don José: la vida de San Martín expuso una versión controvertida acerca de un origen mestizo de José de San Martín. 
La versión de mestizo se basó en otra del historiador argentino Hugo Chumbita, según la que el general sería hijo del español Diego de Alvear (padre de Carlos María de Alvear) y de una joven guaraní llamada Rosa Guarú. Según Chumbita, Alvear habría entregado a José al matrimonio formado por Juan de San Martín y Gregoria Matorras, quienes lo bautizaron dándole su apellido. Para estas afirmaciones Chumbita se basó en un libro de memorias de María Joaquina de Alvear y Sáenz de Quintanilla, hija de Carlos de Alvear, quien en sus escritos refiere el hecho como tradición familiar, declarando, literalmente: «Soy sobrina carnal, por ser hijo natural de mi abuelo el señor don Diego de Alvear Ponce de León, habido en una indígena correntina, del general José de San Martín... que más tarde selló la libertad hispanoamericana...».
Juan Bautista Alberdi, que trató personalmente con San Martín en 1843, sostuvo que la frecuente descripción como «indio» no se comparecía con su apariencia física.
El tema ha sido declarado de interés por la Cámara de Diputados de la Nación, según resolución del 4 de octubre de 2006.

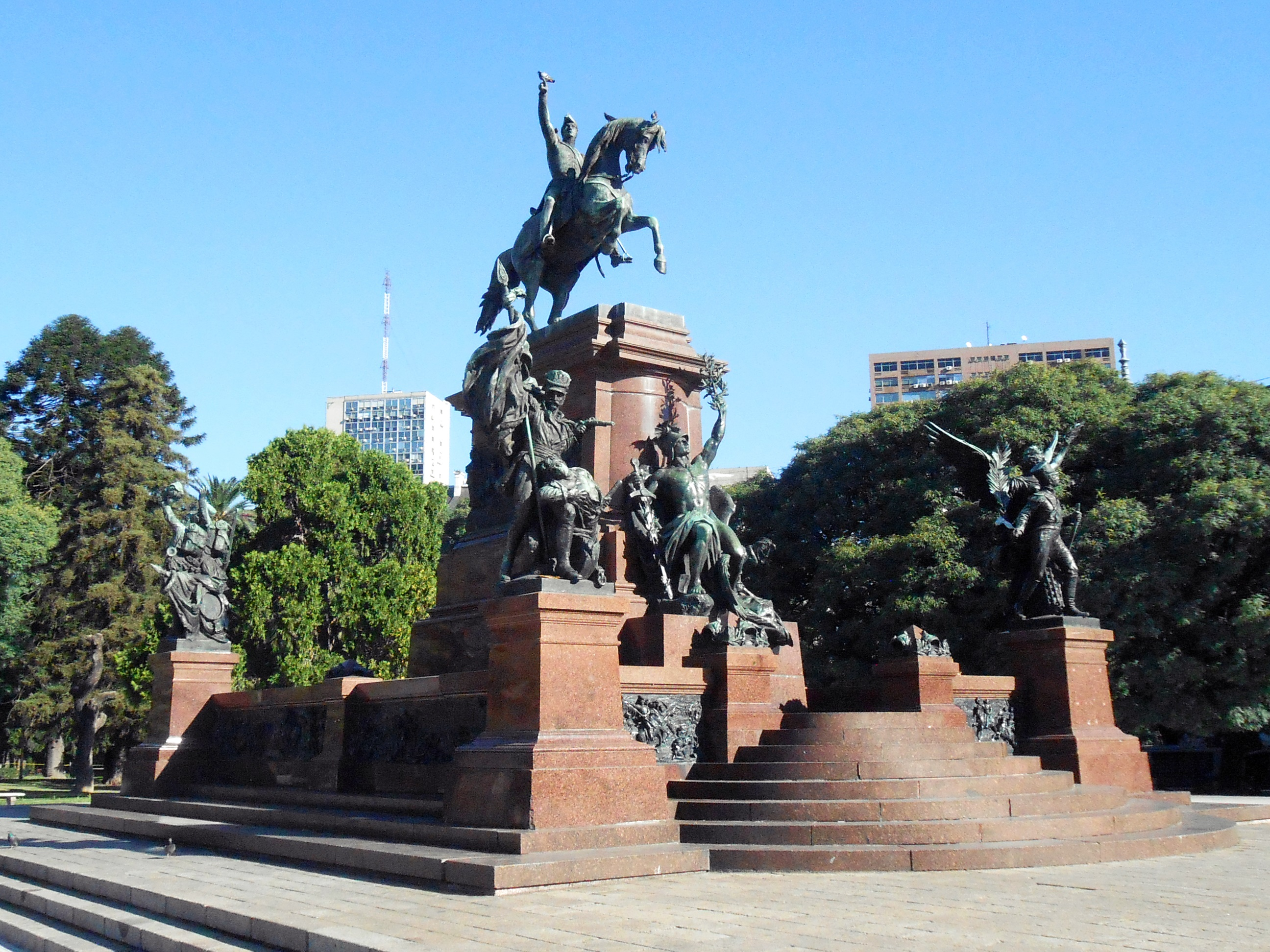
Monumento a San Martín en la plaza homónima en Buenos Aires.

### Su lugar en la construcción de la identidad nacional argentina

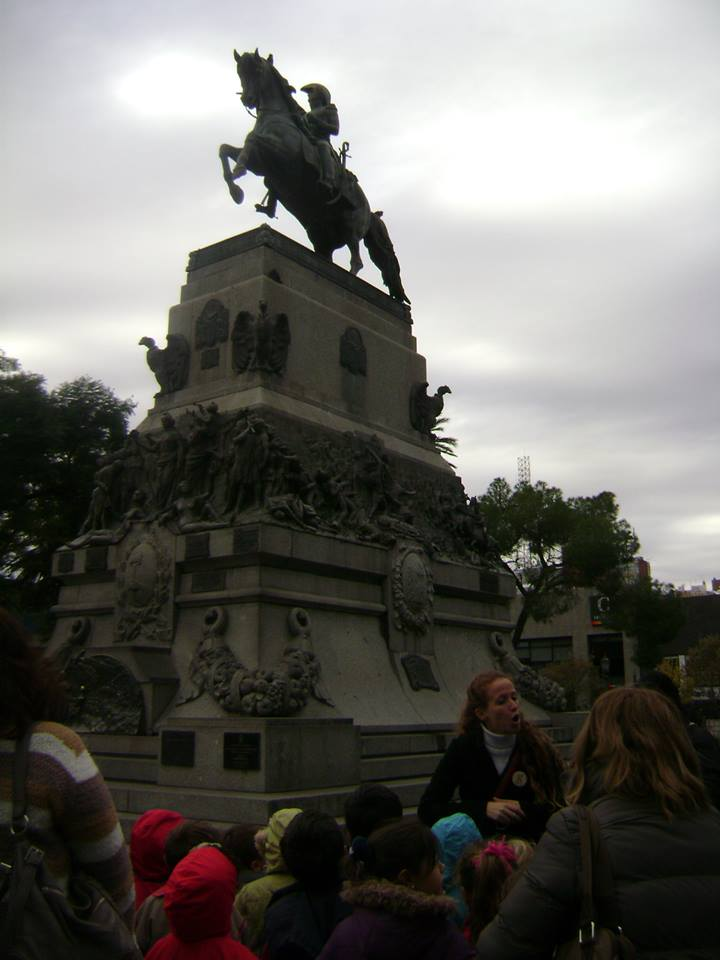
Monumento a San Martín en la plaza homónima en Córdoba, Argentina

La figura de San Martín ocupa un lugar central en la versión de la historia que ha circulado en las escuelas argentinas, a través de las cuales se ha conformado la identidad de muchos de los ciudadanos de este Estado hispanoamericano. A San Martín se lo ha considerado el «Padre de la Patria», fundamentalmente a partir de la obra de Bartolomé Mitre, Historia de San Martín y de la emancipación americana, y de la de Ricardo Rojas, El santo de la espada.

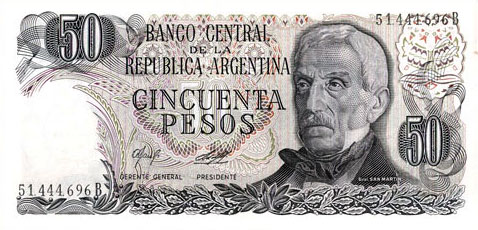
San Martín anciano en un billete de 50 pesos ley de Argentina (1972)

Historiadores como Rodolfo Terragno o Luis Alberto Romero sostienen que tenía a lo sumo un ideal americanista y no una identidad argentina, ya que no podía ser parte de algo que aún no existía.

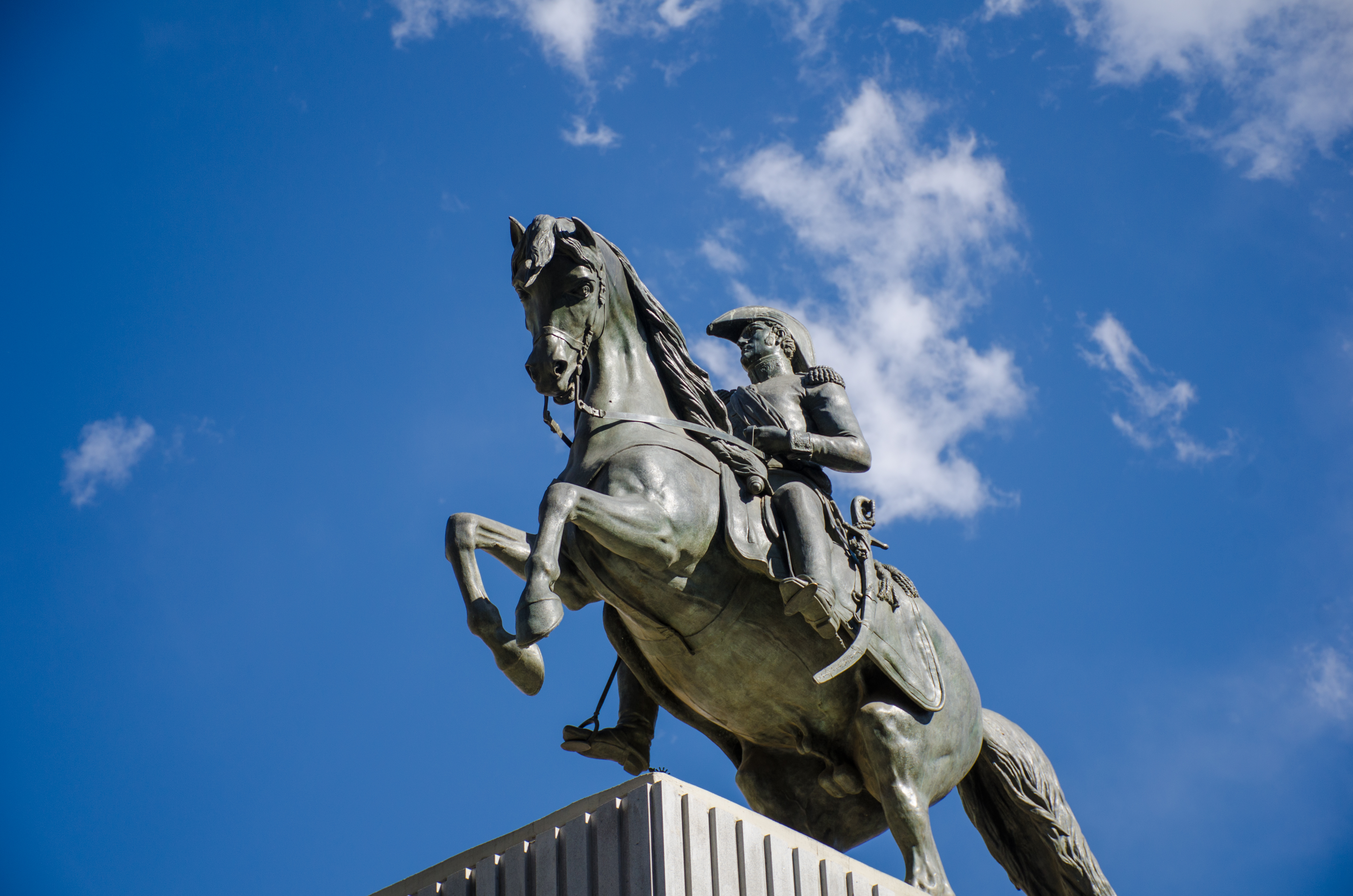
Monumento a San Martín frente a la embajada argentina en La Paz, Bolivia.

Una de las principales líneas férreas de la Argentina lleva su nombre. El Ferrocarril General San Martín recorre el país desde la ciudad de Buenos Aires hasta las provincias de Mendoza y San Juan, en la zona de Cuyo, de la que fue gobernador.

## Homenajes

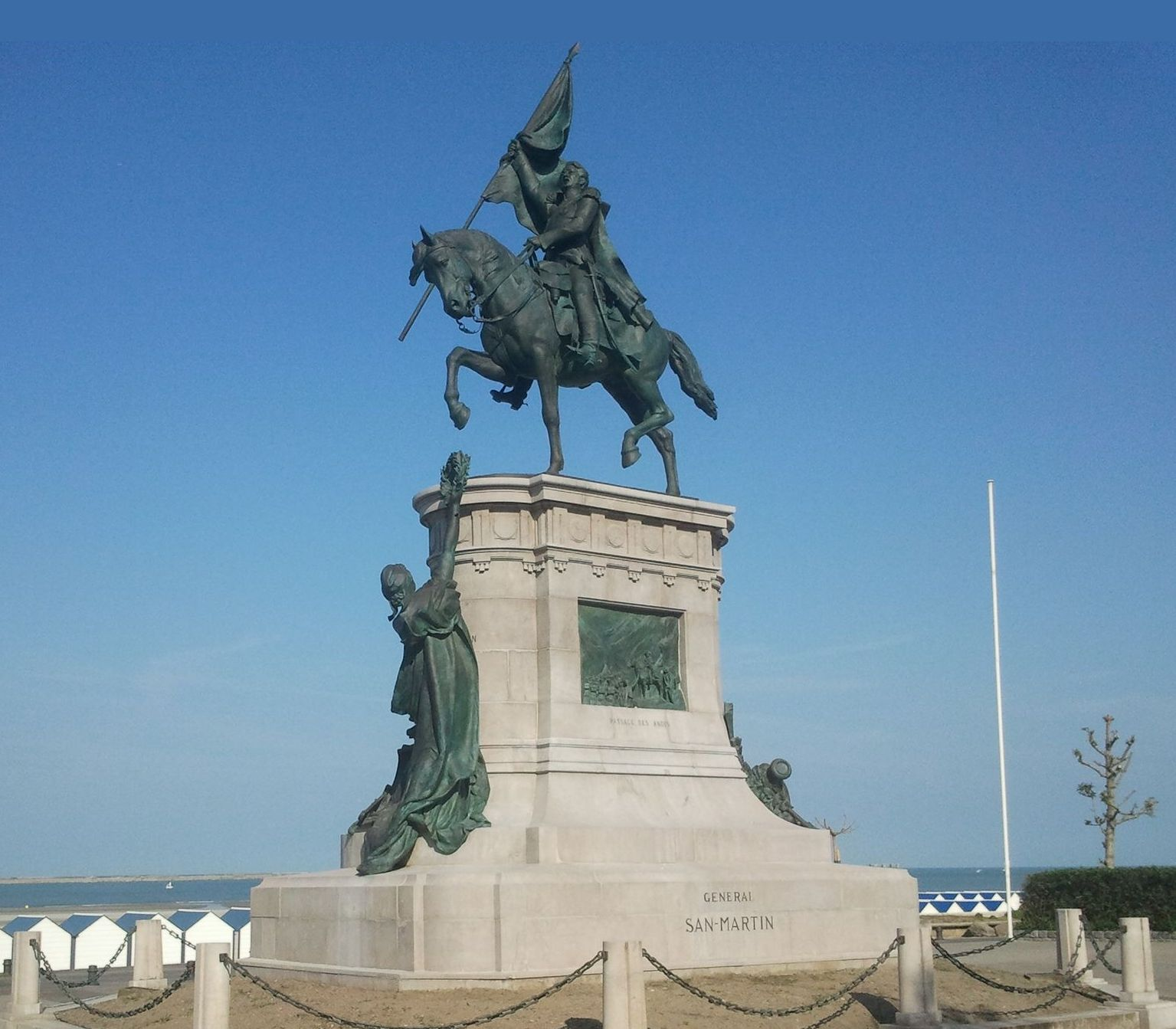
Monumento a San Martín en Boulogne-sur-Mer (Francia), donde murió

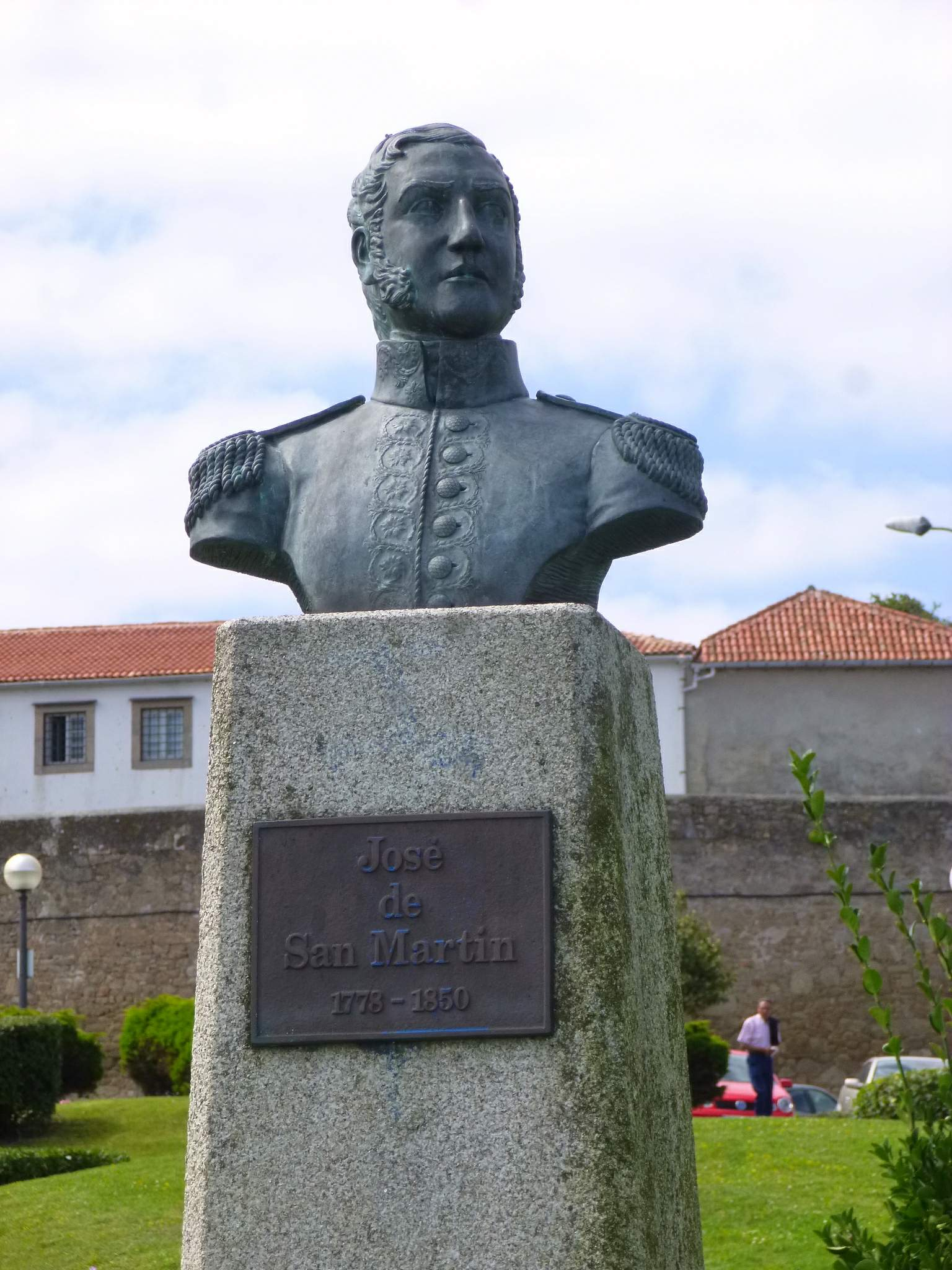
Busto de San Martín en La Coruña, Galicia (España).

### Libros
Si bien la bibliografía dedicada a José de San Martín es muy extensa, se pueden mencionar los siguientes libros:
- Barcia Trelles, Augusto: Historia de San Martín, 1943.
- Bragoni, Beatriz: San Martín. De soldado del Rey a héroe de la nación. Buenos Aires: Sudamericana, 2010.
- Camogli, Pablo: Batallas por la libertad. Buenos Aires: Aguilar, 2005.[h]
- Chumbita, Hugo: Hijos del país: San Martín, Yrigoyen y Perón.
- Favaloro, René : ¿Usted conoce a San Martín?, 1986. ISBN 950-549-100-X.
- García Hamilton, José Ignacio: Don José. La vida de San Martín.
- Guido, Tomás: San Martín y la gran epopeya.
- Instituto Nacional Sanmartiniano: Campañas del libertador general don José de San Martín, 1978.
- Kohan, Martín: Narrar a San Martín. Buenos Aires: Adriana Hidalgo editora.
- Lynch, John: San Martín. Argentine soldier, American hero: Yale University Press: ISBN 978-0-300-12643-3.[115]
- McDonell, Carlos S.: El misterio de San Martín.
- Mitre, Bartolomé: Historia de San Martín y de la emancipación sudamericana.
- Ornstein, Leopoldo: La guerra terrestre y la acción continental de la revolución argentina (San Martín y la independencia de Chile).
- Pérez Pardella, Agustín: José de San Martín, el libertador cabalga.
- Rojas, Ricardo: El santo de la espada.
- Ruiz Moreno, Isidoro J.: Campañas militares argentinas (tomo 1). Buenos Aires: Emecé, 2004.[i]
- Galasso, Norberto: Seamos Libres, y lo demás no importa nada: Buenos Aires: Colihue, 2007.
- Terragno, Rodolfo: Maitland & San Martín: Universidad Nacional de Quilmes.
- Sejean, Juan Bautista: San Martín y la tercera invasión inglesa: Buenos Aires: Ed. Biblos, 1997.

### Películas

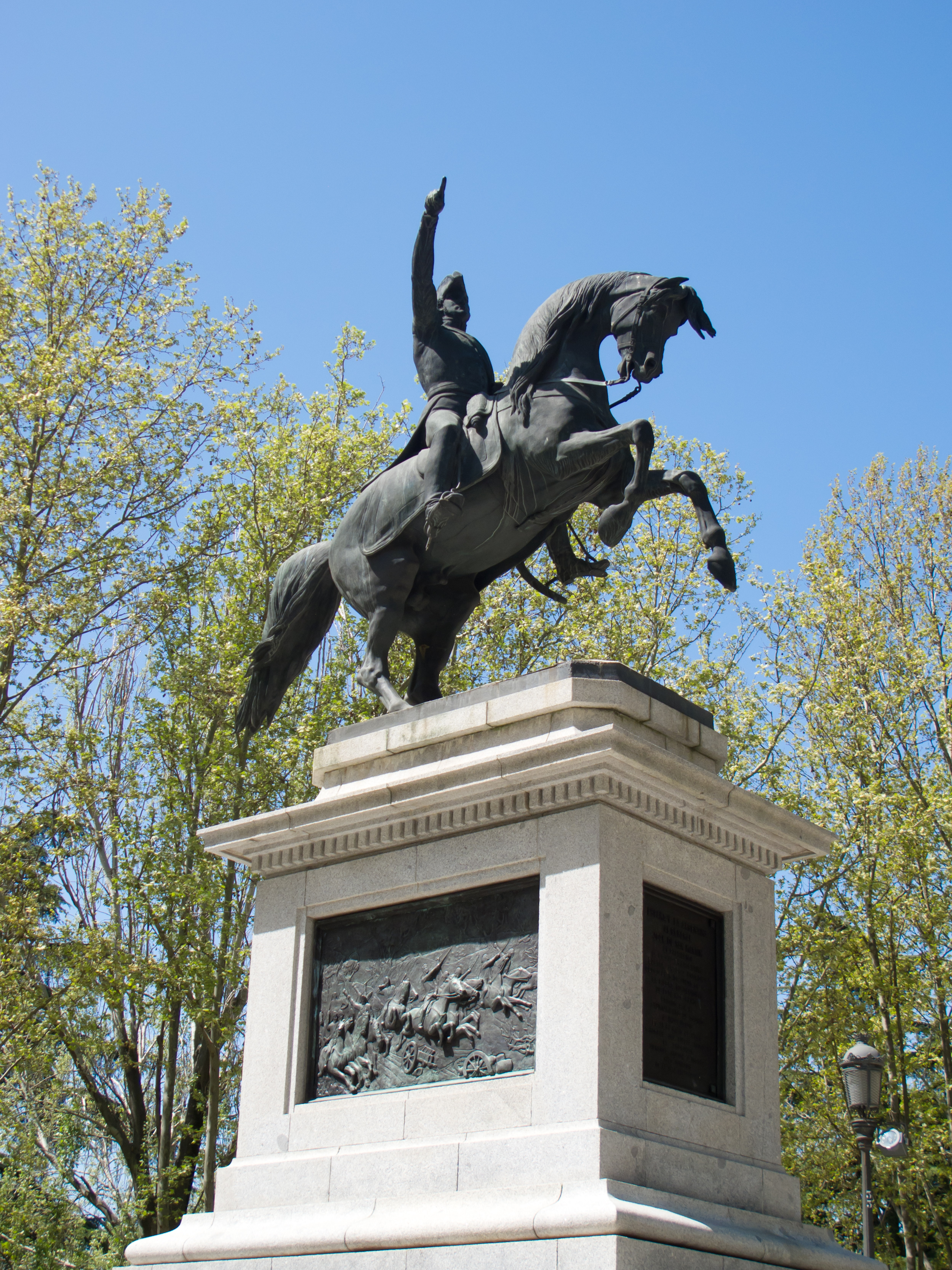
Monumento a José de San Martín en Madrid.

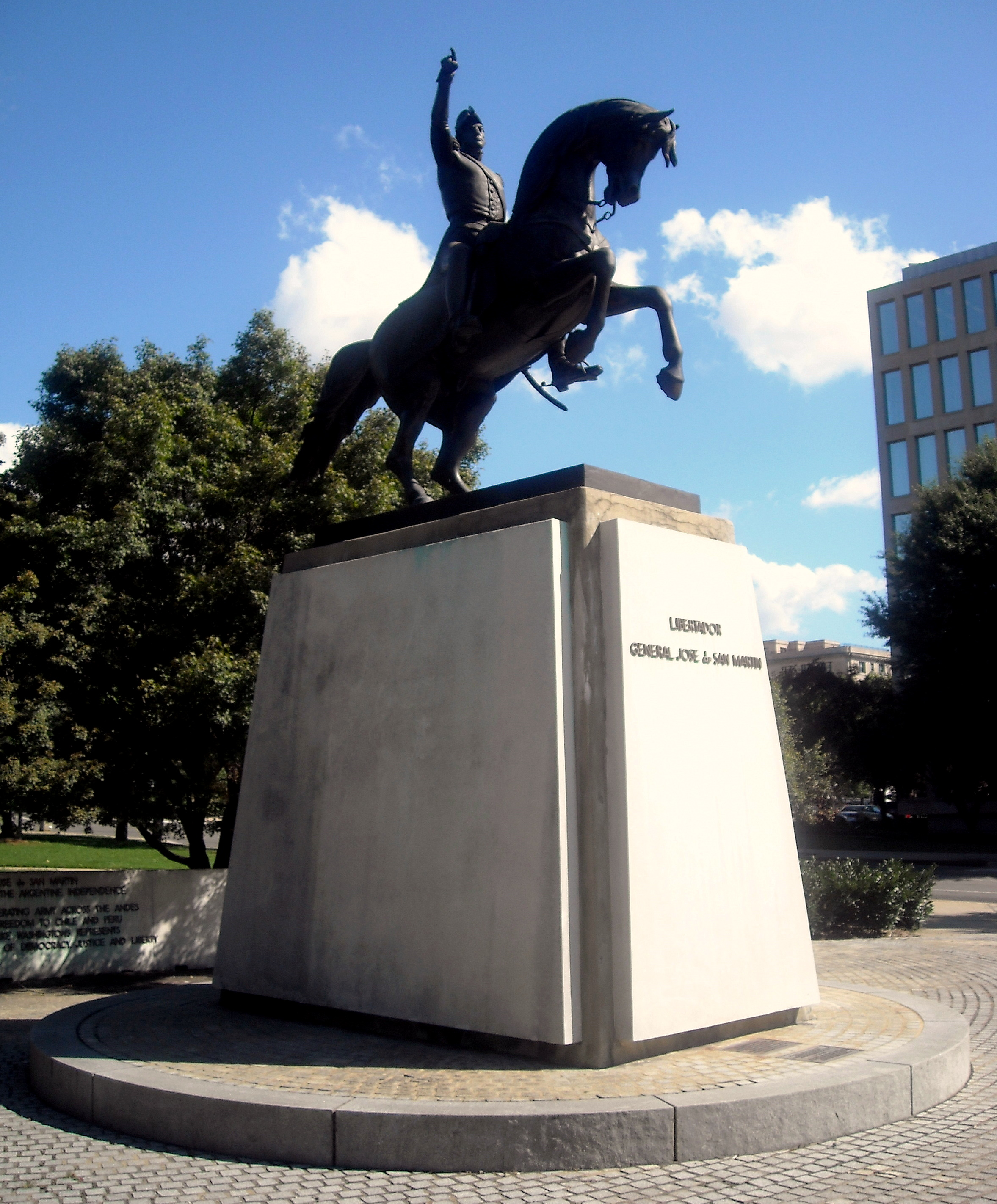
Monumento a José de San Martín en Washington D. C.

Entre las películas argentinas que han retratado en todo o en parte la figura de José de San Martín se citan las siguientes:
- La creación del Himno, de Mario Gallo (1910).
- La batalla de San Lorenzo, de Mario Gallo (filme perdido)
- La batalla de Maipú, de Mario Gallo (filme perdido).
- Episodios de San Martín, de Mario Gallo (filme perdido).
- Nuestra tierra de paz, de Arturo Mom (1939).
- El santo de la espada, de Leopoldo Torre Nilsson (1970).
- Güemes, la tierra en armas, de Leopoldo Torre Nilsson (1971).
- Por los senderos del Libertador, de Jorge Cedrón (documental, 1971).
- Juan Manuel de Rosas, de Manuel Antín (1972).
- El general y la fiebre, de Jorge Coscia (1993).
- El exilio de San Martín, de Alejandro Areal Vélez (documental, 2005).
- Belgrano, de Sebastián Pivotto (2010).
- Revolución: El cruce de los Andes, de Leandro Ipiña (2011).

Mientras, en películas chilenas se destacan los telefilmes de la serie Héroes, todos con Daniel Muñoz actuando en el papel de San Martín:
- O'Higgins, vivir para merecer su nombre, de Ricardo Larraín (2007).
- Carrera, el príncipe de los caminos, de Cristián Galaz (2007).
- Rodríguez, hijo de la rebeldía, de Cristián Galaz (2007).

En Perú no se han realizado películas incluyendo la figura de San Martín, aunque su personaje ha sido incluido como uno de los protagonistas de la teleserie histórica El Último Bastión, que se inició en 2018.

### Juegos
La imagen de San Martín forma parte de al menos tres cartas en el juego argentino de cartas intercambiables Gobierno & Prestigio, como 'José de San Martín' (Expansión Inicial 2018), 'San Martín, General en Jefe' (Expansión 'Era de los Súbditos') y 'San Martín, Prócer de Perú' (Expansión 'Complot de los Súbditos'). 
También forma parte del juego didáctico Nabuko Generales y Conquistadores, un juego de mesa en el que aparece entre otros personajes de la historia universal, como Julio César, Alejandro Magno, George Washington, y varios más. En 2008 se lo incluyó en Civilization IV: Colonization, un videojuego de estrategia por turnos basado en la colonización del continente americano. En el juego Age of Empires III: The WarChiefs, aparece como un revolucionario de las Provincias Unidas del Río de la Plata.

### Numismática

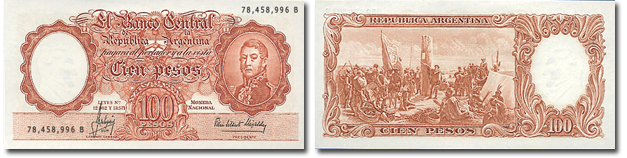
Billete de 100 pesos moneda nacional.

La figura de San Martín fue usada en diversos billetes de circulación nacional en Argentina. El primer homenaje le fue dado en los pesos moneda nacional, en su emisión 1942-1969. Allí aparece en los billetes de 5, 10, 50, 100, 500, 1000 y 5000 pesos, con el aspecto de la iconografía habitual, y en los de 10 000 y otros de 500 con su aspecto en su vejez. El reverso de los billetes representaba hechos o sitios de la historia argentina, no todos relacionados con San Martín. En los pesos Ley 18.188, San Martín aparece solo en su vejez, en los billetes de 50, 100, 500, 1000, 5000, 10 000, 50 000, 100 000, 500 000 y 1 000 000 de pesos. Es, junto a Manuel Belgrano, el único prócer argentino utilizado en la iconografía de dicha moneda. Los Pesos Argentinos lo tienen presente en los billetes de 1,5,10,50,100,500 y 1 000. el Austral apeló a un conjunto de próceres entre los que no se encontraba San Martín, en un principio los billetes de 1 000 pesos argentinos, y más adelante, los de 10 000, 50 000 y 500 000 pesos ley fueron resellados para circular como australes. El Peso (Convertible entre 1992 y 2002), aún vigente, incluyó primero a San Martín en los billetes de 5  pesos hasta 2017 y actualmente en los de 1 000 pesos.
También en monedas ha recibido frecuentes homenajes. En 1950, en conmemoración del centenario de su fallecimiento, se emitieron monedas de 5, 10 y 20 centavos (peso moneda nacional) que incluían la leyenda «Año del Libertador General San Martín» y la imagen de su vejez. Desde 1951 hasta 1956 se siguieron acuñando estas monedas, aunque reemplazando la leyenda por el año normal de acuñación, y sumándose, además, en 1952 la moneda correspondiente al valor de 50 centavos.
En 1978, en el bicentenario de su nacimiento, se emitieron monedas con su imagen por el valor de 50 y 100 pesos (pesos Ley 18.188), que se siguieron acuñando hasta 1981. En el año 2000, a 150 años de su fallecimiento, se acuñó una moneda conmemorativa de curso legal de 50 centavos y una moneda de oro destinada a coleccionistas de 5 pesos con el mismo motivo.

### Himno a San Martín
Himno al Libertador General San Martín

Música: Arturo Luzzatti.

Letra: Segundo M. Argarañaz.

Yerga el Ande su cumbre más alta,
 dé la mar el metal de su voz,
 y entre cielos y nieves eternas
 se alce el trono del Libertador.

Suenen claras trompetas de gloria

y levanten un himno triunfal,

que la luz de la Historia agiganta

la figura del Gran Capitán.
De las tierras del Plata a Mendoza,

de Santiago a la Lima gentil,

fue sembrando en la ruta laureles

a su paso triunfal San Martín.
San Martín, el señor en la guerra,

por secreto designio de Dios,

grande fue cuando el Sol lo alumbraba,

y más grande en la puesta del Sol.
¡Padre augusto del pueblo argentino,

héroe magno de la libertad!

A su sombra la Patria se agranda

en virtud, en trabajo y en paz.

¡San Martín! ¡San Martín! Que tu nombre,
 honra y prez de los pueblos del Sur,
 asegure por siempre los rumbos
 de la Patria que alumbra tu luz.

## Bibliografía

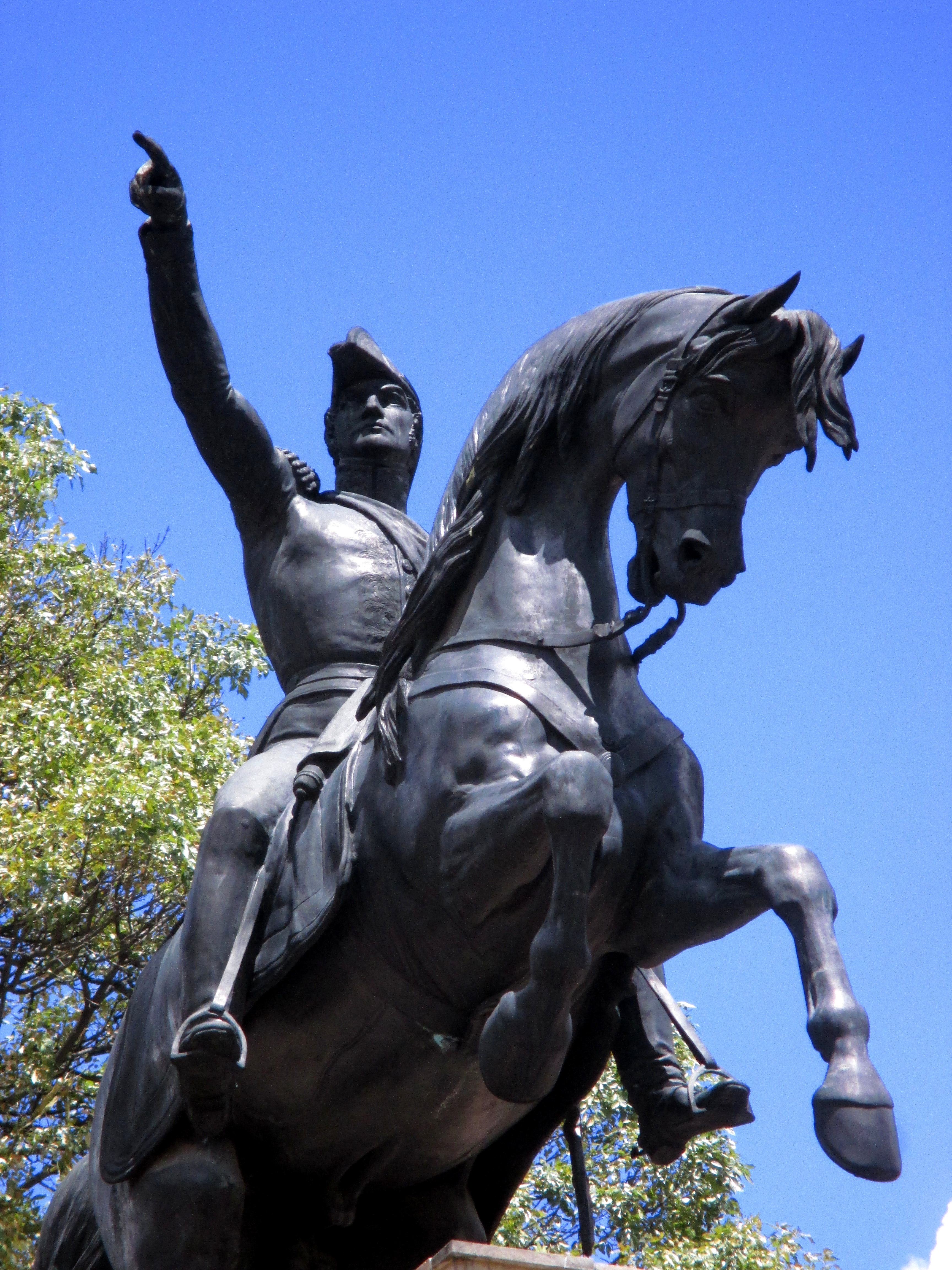
Monumento ecuestre dedicado a San Martín en Bogotá.

### General
- De la Fuente, Romualdo (1868). Biografía del ilustre general americano don José de San Martín resumida de documentos auténticos por Romualdo de la Fuente. París, Francia: Rosa y Bouret.
- Espíndola, Adolfo (1962). San Martín en el Ejército Español en la Península. Buenos Aires: Comisión Nacional Ejecutiva del 150 Aniversario de la Revolución de Mayo.
- Favaloro, René (2011). ¿Conoce usted a San Martín?. Buenos Aires: Debolsillo. ISBN 9789875665071.
- Gárate Córdoba, José María (1994). Las mocedades militares de José de San Martín, en «Vida española del general San Martín». Madrid: Instituto Español Sanmartiniano.
- Gutiérrez, Juan María (1868).  C. Casavalle, ed. Bosquejo biográfico del General D. José de San Martin.
- Instituto Nacional Sanmartiniano (1978). Campañas del Libertador general don José de San Martín. Buenos Aires.
- Mitre, Bartolomé (1990). Historia de San Martín y de la emancipación sudamericana. Corrientes: El Tacurú de Corrientes. ISBN 978-950-99585-0-0.
- Navarro García, Luis (1999). José de San Martín y su tiempo. Sevilla: Universidad de Sevilla. ISBN 84-472-0541-X.
- Olmos Zárate, Julio (2005). Las seis rutas sanmartinianas. Buenos Aires: Instituto Nacional Sanmartiniano.
- Otero, José Pacífico (1978). Historia del Libertador o José de San Martín. Buenos Aires: Círculo Militar.
- Piccinalli, Héctor Juan (1977). Vida de San Martín en España. Buenos Aires: Editorial Argentina.
- Villegas, Alfredo (1982). San Martín cadete. La primera injusticia y el primer galardón de su Carrera militar. Buenos Aires: Academia Nacional de la Historia.

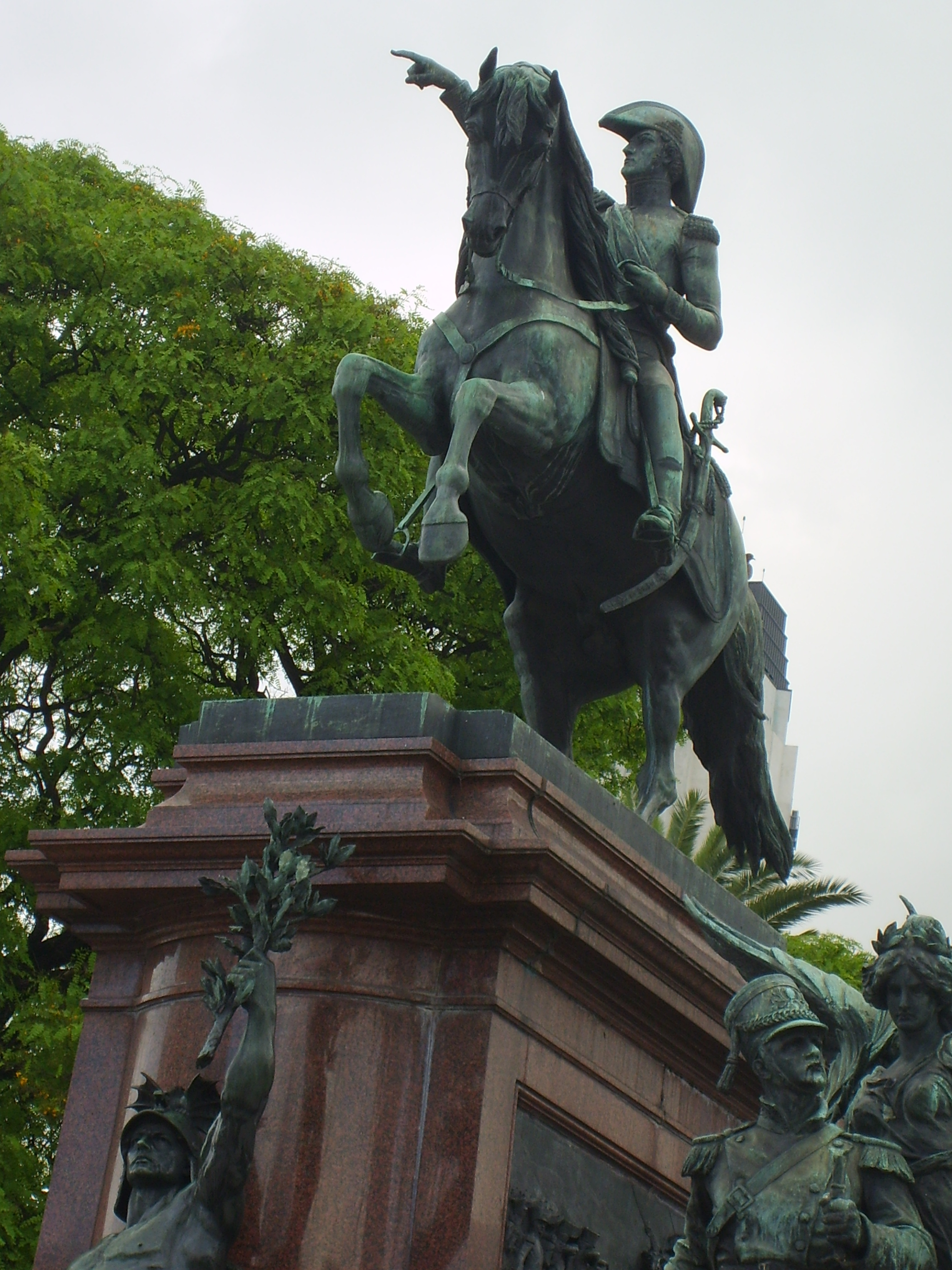
Monumento a San Martín en la ciudad de Buenos Aires.

- Villegas, Alfredo (1976). San Martín en España. Buenos Aires: Academia Nacional de la Historia.
- Zapatero, Juan Manuel (1961). San Martín, 22 años en el Ejército Español. Buenos Aires: Academia Nacional de la Historia.

### SecciónSus restos
- Arzobispo de Buenos Aires. «Plano interno de la catedral». Buenos Aires. Archivado desde el original el 17 de enero de 2007. Consultado el 9 de enero de 2007 de 2006.
- Corbière, Emilio J.: La masonería (1: Política y sociedades secretas). Buenos Aires: De Bolsillo, 2004. ISBN 987-566-010-8.
- Cuccorese, Horacio Juan. «San Martín y las sociedades secretas». Buenos Aires. Archivado desde el original el 2 de septiembre de 2011. Consultado el 21 de enero de 2011.
- Lappas, Alcibíades: La masonería argentina a través de sus hombres. Buenos Aires: Editorial Masónica, 2000.
- Roesler, Bárbara (2006). «La sorprendente historia del Mausoleo de San Martín en la Catedral». Buenos Aires. Archivado desde el original el 6 de octubre de 2007. Consultado el 2007.

### SecciónFiliación polémica
- Chumbita, Hugo (2004): Hijos del país: San Martín, Yrigoyen y Perón. Buenos Aires: Emecé. ISBN 978-950-07-1801-1.
- García Hamilton, José Ignacio (2000): Don José, la vida de San Martín. Buenos Aires: Sudamericana, décima edición, 2000. ISBN 978-950-07-1801-1.
- Paredes M., Jorge G. San Martín. En torno a sus orígenes, en Razón y palabra.

### SecciónNumismática
- Cunietti Ferrando, Arnaldo. J. (1987).  Banco Roberets, ed. Historia de la moneda metálica argentina. Buenos Aires.
- Gancedo, Rubén Horacio (2005). Catálogo de monedas de la República Argentina de 1881 a 2004. Buenos Aires: El Fortín. ISBN 987-95486-0-4.
- Janson, Héctor Carlos (2004).  Héctor Carlos Janson, ed. Amonedación de la República Argentina 1881-2004. Buenos Aires.